# Spirou
Vous lisez un « article de qualité » labellisé en 2014.
Pour les articles homonymes, voir Spirou (homonymie).
Cet article concerne le journal Spirou. Pour le personnage, voir Spirou (personnage). Pour la série de bande dessinée, voir Spirou et Fantasio.
Spirou est un périodique de bande dessinée belge francophone hebdomadaire dans lequel sont ou ont été publiées plusieurs séries dont certaines ont marqué le neuvième art comme Spirou et Fantasio, Lucky Luke, Buck Danny, Boule et Bill, Gaston, Les Schtroumpfs ou encore Les Tuniques bleues.
Fondé par l'éditeur Jean Dupuis le 21 avril 1938, le périodique paraît tout d'abord sous le titre Le Journal de Spirou. Il trouve rapidement son auteur vedette en la personne de Jijé (auteur des Aventures de Jean Valhardi et de Jerry Spring) qui forme un quatuor composé d’André Franquin (Spirou et Gaston), Morris (Lucky Luke), Will (Tif et Tondu) et Eddy Paape (Marc Dacier) et qui marque durablement le journal de son empreinte. Dans les années 1950, l'arrivée d'Yvan Delporte comme rédacteur en chef déclenche ce qu'on appelle l'âge d'or de Spirou avec des auteurs comme Peyo (Johan et Pirlouit, Les Schtroumpfs et Benoît Brisefer), Jean Roba (Boule et Bill), Maurice Tillieux (Gil Jourdan), Raymond Macherot (Sibylline), Sirius (Les Timour), Jidéhem (Sophie). À cette époque, le périodique entretient une forte rivalité avec son concurrent Tintin (qui disparaîtra au début des années 1990). L'arrivée de Thierry Martens dans les années 1970 permet le lancement de séries plus modernes, avec l'apparition des premières héroïnes féminines, Natacha de François Walthéry, Yoko Tsuno de Roger Leloup et Isabelle de Will, ainsi que de nouveaux personnages, comme Le Scrameustache de Gos, Les Tuniques bleues de Lambil et Raoul Cauvin, Sammy de Berck et Cauvin, Papyrus de Lucien De Gieter, Les Petits Hommes de Pierre Seron ou Docteur Poche de Marc Wasterlain.
Le journal s'ouvre un peu plus aux histoires purement humoristiques grâce notamment au scénariste Raoul Cauvin avec des séries comme L'Agent 212 dessiné par Daniel Kox, Les Femmes en blanc de Philippe Bercovici, Pierre Tombal de Marc Hardy, Cédric de Laudec ou encore Les Psy de Bédu. Toujours dans le genre de l'humour, le journal publie également des séries comme Le Petit Spirou de Tome et Janry, Kid Paddle de Midam, Les Nombrils de Dubuc et Delaf. Dans un registre moins humoristique on peut lire notamment Jérôme K. Jérôme Bloche d'Alain Dodier, Jojo d'André Geerts ou Seuls de Fabien Vehlmann et Bruno Gazzotti. Durant les années 2010, le journal s'ouvre à des séries sortant de l'ordinaire comme Olive par Vero Cazot et Lucy Mazel. Dans les années 1990, le rédacteur en chef Thierry Tinlot fait de Spirou un journal « sans maquette » où comptent les grands délires complices avec le lecteur comme « l'affaire Cauvin » ou « la Malédiction de la page 13 ».
Dans les années 2000, le journal change plusieurs fois de formule, avant de retrouver une certaine stabilité avec l'arrivée à sa tête de Frédéric Niffle en 2008. Spirou possède sa propre identité, d'abord en inventant un style graphique, l'école de Marcinelle, puis en privilégiant toujours l'humour. Enfin, le journal a toujours fait partager à distance à ses lecteurs ses coulisses, à travers des séries, rédactionnels ou animations dont les personnages les plus marquants sont Gaston Lagaffe, dont les gags se déroulent dans une rédaction fictive de Spirou, Le Boss dans les années 1990-2000 et L'Atelier Mastodonte dans les années 2010.

## Historique

### Prémices

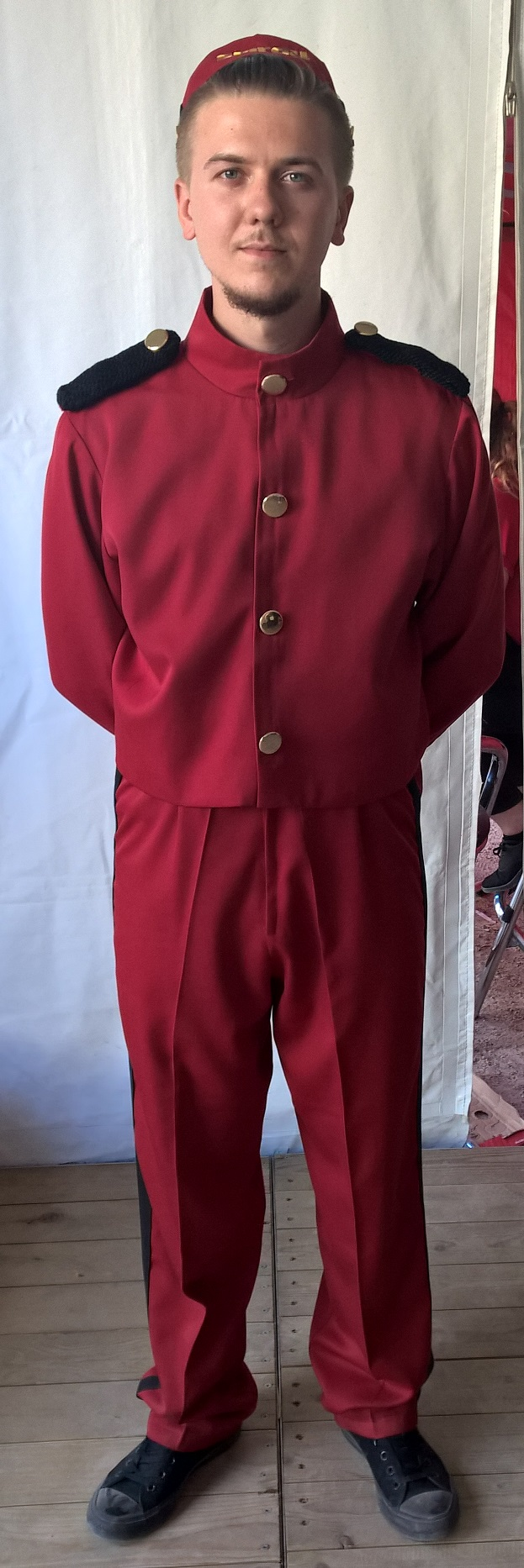
Costume de Spirou tel que Rob-Vel l'a imaginé.

Le journal Spirou naît d'une idée de Jean Dupuis, imprimeur belge installé dans la commune de Marcinelle. Depuis les années 1920, il s'est lancé dans la presse et publie notamment Le Moustique, périodique spécialisé dans les programmes des radios nationales et Bonne Soirée, journal féminin spécialisé dans le roman. Pour diversifier son lectorat, il envisage de créer un journal pour la jeunesse. La bande dessinée américaine inonde alors la Belgique avec des magazines édités en France. Jean Dupuis, catholique pratiquant et européen convaincu, estime que ces histoires ne sont pas représentatives de la morale et de l'éducation qu'il défend. Il charge son fils ainé, Paul, de trouver le profil idéal d'un journal pour la jeunesse.
L'étude menée par Paul confirme l'intuition de son père : le journal doit être représenté par un garçon très jeune, vif d'esprit et espiègle comme le lectorat qu'il doit attirer. Le cadet de la famille, Charles, âgé de dix-neuf ans et passionné par les illustrés pour la jeunesse, propose que le français Robert Velter, alias Rob-Vel, en soit le dessinateur. Selon Charles Dupuis, ce collaborateur du Journal de Toto a un style en avance sur son temps pour créer le personnage principal du journal. Le nom du journal est trouvé par Paul Dupuis ou Émile-André Robert, ami de la famille Dupuis qui mène plusieurs activités.
Un comité de direction familial entérine la création du Journal de Spirou et l'engagement de Rob-Vel. Ce dernier accepte de mettre en scène dans une bande dessinée la mascotte du nouveau périodique après une seule rencontre avec Jean Dupuis. Le personnage de Spirou reçoit l'apparence d'un groom en hommage à un petit mousse,dont le costume était rouge, mort lors d'une chute pendant son service sur le paquebot Île-de-France. Il se conforme ainsi à la description faite par la famille Dupuis qui lui fit penser aux petits mousses qu'il avait croisés lors des traversées puisque le nom Spirou désigne à la fois un écureuil et un adolescent vif en Wallon. Mais Rob-Vel, surchargé de travail, délègue le dessin de cette nouvelle série jusqu'en mars 1939 à un confrère qui reste anonyme, Luc Lafnet et les scénarios à son épouse Blanche Dumoulin. Officiellement, Rob-Vel a longtemps été le premier père de Spirou mais l'histoire du journal montre qu'en réalité, ils étaient trois.

### Création (1938-1939)
Le premier numéro du journal parait le 21 avril 1938. Il est composé de seize grandes pages au format 28 × 40 cm, classique avant-guerre, la moitié en couleurs, l'autre en noir et blanc. Au sommaire de ce no 1 où la bande dessinée occupe 40 % des pages (dont l'essentiel en couleurs) : la série Spirou (qui occupe également la couverture de l'hebdomadaire), l'histoire à suivre Bibor et Tribar qui conte les mésaventures de deux matelots de guerre, ainsi que Babouche, série de gags. Toutes sont réalisées par Rob-Vel. Luc Lafnet signe sous le pseudonyme Davine, Les Aventures de Zizette, mélodrame à suivre au dessin expressionniste, ainsi qu'un rédactionnel intitulé La Princesse des neiges. Une autre série, Aventures de Tif de Fernand Dineur (qui deviendra par la suite un grand classique de la bande dessinée franco-belge sous le nom de Tif et Tondu) est également présente dans ce premier numéro, tout comme la bande dessinée américaine avec Dick Tracy de Chester Gould et King of the Royal Mounted dessiné par Allen Dean. La publication de productions d'outre-Atlantique s'explique par la volonté des Dupuis de lutter contre la concurrence des journaux français, en cassant leur monopole. Le reste du journal est composé de romans à suivre, de jeux et de rédactionnel dont Le Fureteur vous dira rédigé par Jean Doisy.
La domination des productions américaines se fait sentir dans les premières années du journal. Ainsi en 1939, Red Ryder et Superman, suivis par Brick Bradford en 1940, rejoignent leurs compatriotes présents depuis le premier numéro. La bande dessinée italienne est aussi présente avec Bill l'albatros en 1938. Les Dupuis cherchent à favoriser par la suite la production locale afin de conserver une certaine indépendance. C'est ainsi qu'ils engagent le Belge Jijé en 1939. Sa première histoire, Le Mystère de la clef hindoue est publiée à partir du no 14/39. Une personnalité se détache véritablement dans l'équipe : Jean Doisy. D'abord auteur de romans policiers pour Le Moustique, il occupe très vite la place de rédacteur en chef du journal et noue une forte relation avec les lecteurs du journal, cas unique dans la presse pour la jeunesse de l'époque. Il lance ainsi dès août 1938 le club des Amis de Spirou (AdS) qui organise des manifestations, possède ses signes de reconnaissance, son code d'honneur et publie des messages secrets dans le journal que seuls les membres du club peuvent déchiffrer. Jean Doisy définit en outre le ton du journal en rédigeant la plupart des rédactionnels (Le Fureteur, contes, courrier des lecteurs, textes signés Fantasio, jeux et concours).

### Années de guerre (1939-1945)
Le journal continue de paraître malgré le déclenchement de la Seconde Guerre mondiale en septembre 1939. Rob-Vel, mobilisé dans l'armée française, livre ses planches à la rédaction par courrier spécial. Jijé, seul dessinateur polyvalent du journal, assure les dessins d'urgence quand les planches de série manquent comme Red Ryder ou Superman, ainsi que les dessins des couvertures des numéros spéciaux et des recueils. Pendant une contre-attaque, Rob-Vel est blessé puis fait prisonnier à Lille. Dans le même temps, l'invasion de la Belgique disperse la famille Dupuis : Jean passe en Angleterre, Paul est fait prisonnier et Charles échappe de peu à la captivité. La publication s'interrompt du 9 mai 1940 au 22 août 1940 mais reprend grâce aux efforts de Charles et René Matthews, gendre de Jean, très impliqué dans l'entreprise. Rob-Vel injoignable, c'est d'abord sa femme Blanche Dumoulin qui anime la série-vedette probablement aidée par un certain Van Straelen. Jijé, seul auteur encore disponible à cette époque, prend le relais en plein milieu d'une histoire, car les communications avec Blanche Dumoulin depuis Paris deviennent de plus en plus compliquées. La première planche de Jijé parait dans le no 43/40 du 24 octobre 1940. La pénurie de papier oblige l'éditeur à réduire le nombre de pages. Les séries américaines disparaissent peu à peu, à l'exception de Red Ryder et Bob l'aviateur, remplacées par des séries d'auteurs locaux. Ainsi commence la publication des Aventures de Jean Valhardi dans le no 40/41 en octobre 1941 et de L'Épervier bleu dans le no 30/40 en juillet 1942. Jijé, en plus de Spirou, commence la publication en février 1941 d'une biographie de Don Bosco, personnage que lui a fait découvrir René Matthews.
En janvier 1941, Paul Dupuis est libéré et rentre à Marcinelle. Il rejoint son frère et son beau-frère ; à eux trois, ils composent la nouvelle direction des éditions Dupuis pour les cinquante années à venir. Les désagréments liés à la guerre se multiplient ; les livraisons de papier sont de plus en plus limitées et un officier allemand, le major Kreft, est mandaté par la censure. Cet antinazi devint un allié pour la survie du journal. Dans l'ombre de l'imprimerie, un réseau clandestin se met en place. René Matthews intègre la Résistance. Jean Doisy, sympathisant communiste, profite du courrier des lecteurs pour faire passer des messages codés à la Résistance belge. Rob-Vel est libéré en février 1941 et reprend rapidement contact avec les éditions Dupuis. Il récupère la série Spirou à partir du no 12/41 du 20 mars 1941. Jijé devient l'homme à tout faire du journal, dessinant les couvertures, les animations et ses différentes séries. À la fin de l'année 1941, le nombre de pages baisse à nouveau à cause du rationnement du papier. Le club des Amis de Spirou voit ses effectifs tripler en un an, à dix-sept mille adhérents, mais l'occupant commence à se méfier de ce mouvement de jeunesse et interdit le port de l'insigne.
En juillet 1942, le personnage de Spirou est décliné en marionnette par le théâtre du Farfadet. C'est là qu’apparaît pour la première fois le personnage de Fantasio qui n'était alors qu'une signature sous laquelle se dissimulait Jean Doisy pour animer des rubriques du journal depuis 1939. La marionnette de Fantasio, adaptée graphiquement par Jijé pour la couverture de l'album no 11 (mai-août 1942), a les cheveux bruns et ne ressemble physiquement en rien au personnage tel qu'il réapparaîtra, toujours sous la plume de Jijé, dans Le Fureteur du no 5/43. À la fin de cette même année, Rob-Vel vend les droits du personnage de Spirou aux éditions Dupuis qui le confient à Jijé. Ce rachat est décidé par les Dupuis afin de parer aux risques de rupture des transmissions avec Paris, où réside Rob-Vel et qui est également sous occupation allemande, mais aussi pour s'assurer un total contrôle sur le personnage-vedette du journal. Néanmoins les planches fournies par Rob-Vel permettent à son personnage d'apparaître jusqu'au no 35/43 du 2 septembre 1943, dernière parution du journal avant sa censure par les Allemands. Plusieurs raisons sont avancées pour expliquer cette censure : le refus par les Dupuis d'accepter un administrateur allemand pour contrôler les publications, le refus de publier une revue de propagande nazie, le fait que les Allemands avaient besoin du papier qui devenait de plus en plus rare, ou encore les soupçons de participation à la Résistance au travers de certaines rubriques.
Pour contourner l'interdiction, un album intitulé L'Espiègle au grand cœur parait en novembre 1943, avec l'idée d'une sortie mensuelle, et avec des contributions notamment de Jijé, Jean Doisy, Sirius, et Rob-Vel. Mais les Allemands découvrent le subterfuge après la sortie en décembre 1943 du second album intitulé Almanach 44. Pendant ce repos forcé, Spirou survit grâce aux représentations du théâtre du Farfadet, au cours desquelles sont distribués aux spectateurs des exemplaires d'un bulletin théâtral, Spirou Guignol, qui permet de continuer à offrir un support papier aux héros du journal. Deux comédies musicales sont aussi interprétées par la troupe Les Mignonettes. À la libération de la Belgique en septembre 1944, les éditions Dupuis ne sont pas inquiétées par l'épuration grâce au témoignage de Jean Doisy. Le 5 octobre 1944, le journal reparaît en kiosque, mais sans Jijé emprisonné pour avoir travaillé pendant l'Occupation et avoir possédé une carte pour éviter le STO. Il dessine depuis sa cellule jusqu'à sa libération deux mois plus tard. En octobre 1945, la série Tintin est proposée aux Dupuis qui la refusent pour diverses raisons, notamment à cause de la collaboration d'Hergé durant la guerre avec le quotidien Le Soir, alors aux mains des Allemands.

### Âge d'or (1946-1968)

#### Mutation du journal

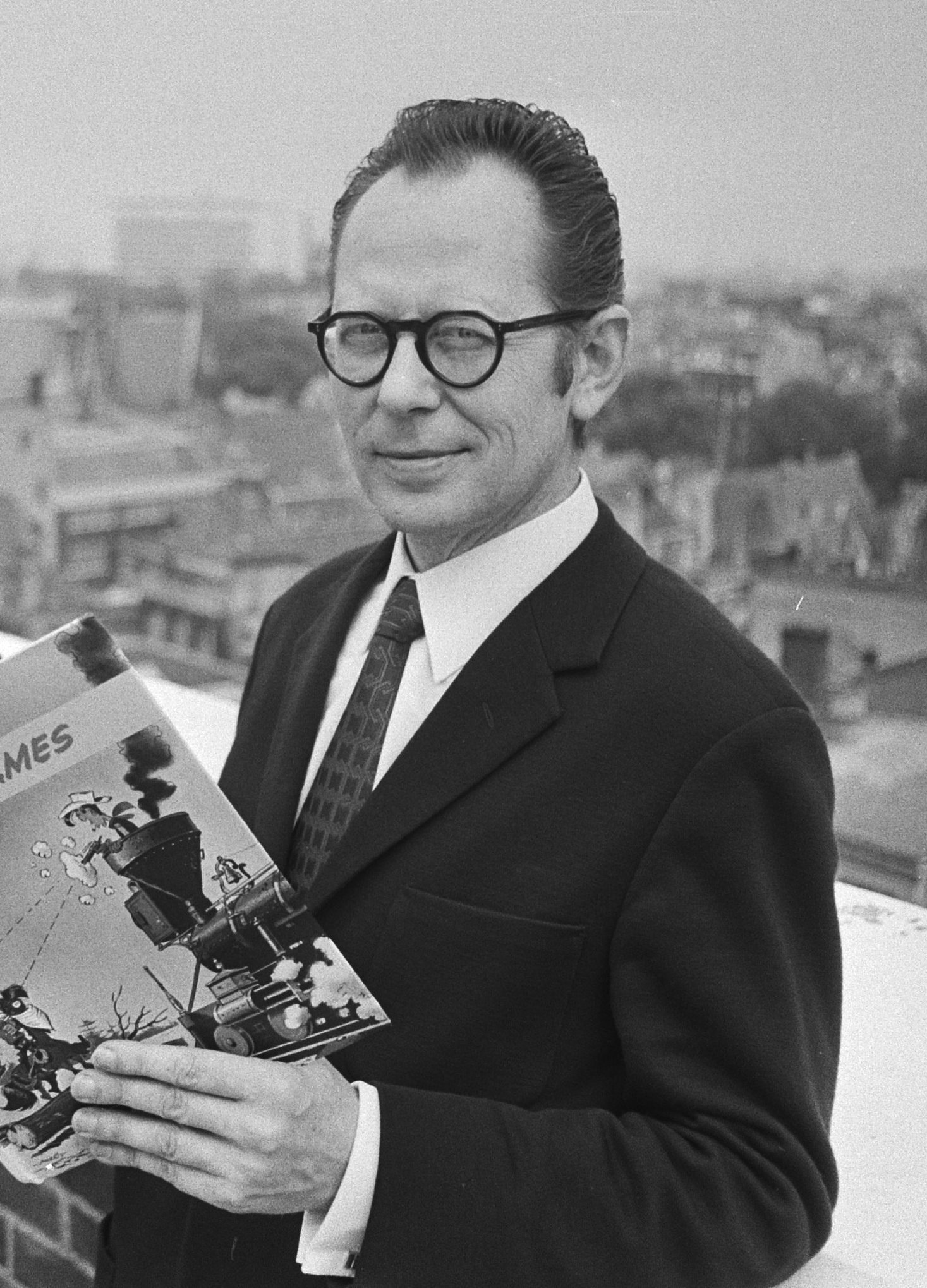
Morris (ici en 1971), l'un des auteurs qui participèrent à l'âge d'or du journal.

L'année 1946 commence par un changement de numérotation du journal. Jusqu'ici, elle était remise à zéro chaque début d'année, mais le journal qui sort le 10 janvier 1946, porte le no 404, équivalent au nombre de semaines écoulées depuis sa création, adoptant dès lors une numérotation continue. Cette même année voit l'arrivée dans les pages de l'hebdomadaire de jeunes dessinateurs formés par Jijé, ce dernier ayant décidé de s'éloigner du journal pour réaliser une biographie dessinée de Jésus-Christ. Il répartit alors ses séries entre ses apprentis : André Franquin récupère la série-vedette Spirou à partir du no 427 (en plein milieu de l'histoire La Maison préfabriquée) et Eddy Paape Jean Valhardi à partir du no 429. Autre protégé de Jijé, Morris crée la série Lucky Luke dans l'Almanach 1947, où est aussi publiée la première histoire de Spirou par André Franquin, Spirou et le Tank,. Un collaborateur des Dupuis, Georges Troisfontaines, crée à la même époque une agence, la World Press, pour distribuer des histoires aux éditeurs de bande dessinée. Les Dupuis, qui cherchent à augmenter la production locale au détriment des bandes dessinées américaines, décident logiquement de s'associer avec lui. Ainsi naît dans le no 455 la série sur la guerre du Pacifique Buck Danny, produite par deux auteurs de la World Press, Victor Hubinon et Jean-Michel Charlier. La famille Dupuis continue toutefois à se fournir en bandes dessinées américaines auprès des agences qui font leur retour après la guerre avec Red Ryder, Brick Bradford, Tarzan ou encore Little Annie Rooney.

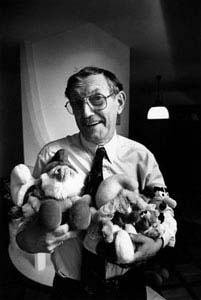
Peyo (ici en 1990), auteur emblématique de l'âge d'or de Spirou.

Finalement, les bandes dessinées étrangères disparaissent complètement du journal avec la création en France en 1949 de la Commission de surveillance et de contrôle des publications destinées à l'enfance et à l'adolescence qui a pour but de freiner la publication de séries américaines. Les productions européennes prennent dès lors plus de place dans l'hebdomadaire, la part prépondérante revenant aux séries belges. Dans cette optique, Will, lui aussi formé par Jijé, récupère la série Tif et Tondu à partir du no 588, les personnages ayant été rachetés par Dupuis à leur créateur Fernand Dineur. En 1948, Jijé s'attaque à la biographie de Baden-Powell, publication qui va s'étendre sur deux années. De ce fait, Victor Hubinon reprend à partir du no 502 la série Blondin et Cirage, publiée auparavant par Jijé dans le journal Petits Belges.
La stratégie de Spirou change quand Charles Dupuis prend les commandes du journal tandis que Jean Doisy quitte son poste pour rejoindre le quotidien Le Drapeau rouge. Les clubs qui gravitent autour de Spirou perdent de leur influence au profit de rédactionnels au ton international, destinés à conquérir le marché français. Ils se réduisent désormais à de simples insignes et cartes de membres, entraînant une baisse des effectifs. En 1950, André Franquin publie Il y a un sorcier à Champignac qui met en place l'ensemble du monde de Champignac-en-Cambrousse (nos 653 à 685). Des séries éducatives apparaissent. Outre Surcouf, est créé dans le no 668 l'Oncle Paul sur un concept assez simple : raconter en quelques planches la vie d'un personnage ou un événement historique. Jijé reprend sa série Blondin et Cirage en 1951. Dans le no 752, débutent les aventures du page Johan. Ce personnage avait déjà connu quelques aventures dans divers quotidiens avant son arrivée dans Spirou. Son auteur, Peyo, est entré chez Dupuis grâce à André Franquin qu'il avait connu au studio de dessin animé CBA durant la guerre. D'abord seul, Johan est rejoint par le nain Pirlouit dans Le Lutin du Bois aux Roches publié en 1954. Dans le no 720, André Franquin introduit un nouveau personnage dans la série Spirou et Fantasio : le Marsupilami, animal imaginaire dont l'idée lui est venue en voyant un receveur du tramway multiplier les tâches.
La dernière série américaine, Jo Lumière, disparaît dans le no 797. La censure frappe la série L'Épervier bleu dans le no 769 : on reproche à son auteur, Sirius, d'avoir envoyé son héros sur une lune fantaisiste remplie de champignons et il doit y mettre un terme sous peine de voir le journal interdit en France. Après l'abandon de L'Épervier bleu, Sirius lance Les Timour dans le no 813, série qui raconte l'histoire d'une famille à travers les siècles. Gérald Forton et Jean-Michel Charlier créent la série Kim Devil dans le no 820. Paul Dupuis souhaite depuis longtemps un bon western réaliste dans les pages du journal et il s'en ouvre à Jijé, qui a déjà voyagé plusieurs années aux États-Unis et au Mexique, et est aussi considéré comme un bon dessinateur de chevaux. Il crée ainsi dans le no 820 la série Jerry Spring, qui met en scène un cow-boy généreux toujours prêt à défendre le faible contre le fort. Dans le no 867 débute La Patrouille des Castors qui raconte les aventures d'une patrouille de scouts, sous la plume de l'un des jeunes dessinateurs de la World Press, Mitacq. Le scénario est confié en revanche à un homme d'expérience : Jean-Michel Charlier.
Pendant ces années, un personnage discret, le Fureteur, possède une chronique rédactionnelle dans le journal. Il répond à des questions sur le monde posées par les lecteurs et anime un mouvement des Agents Secrets du Bien Clandestin : il s'agit de commettre de bonnes actions dans la plus totale clandestinité et d'observer les réactions des intéressés. Les lecteurs s'échangent leurs idées et leurs expériences.

#### Années Delporte

##### Place à l'humour

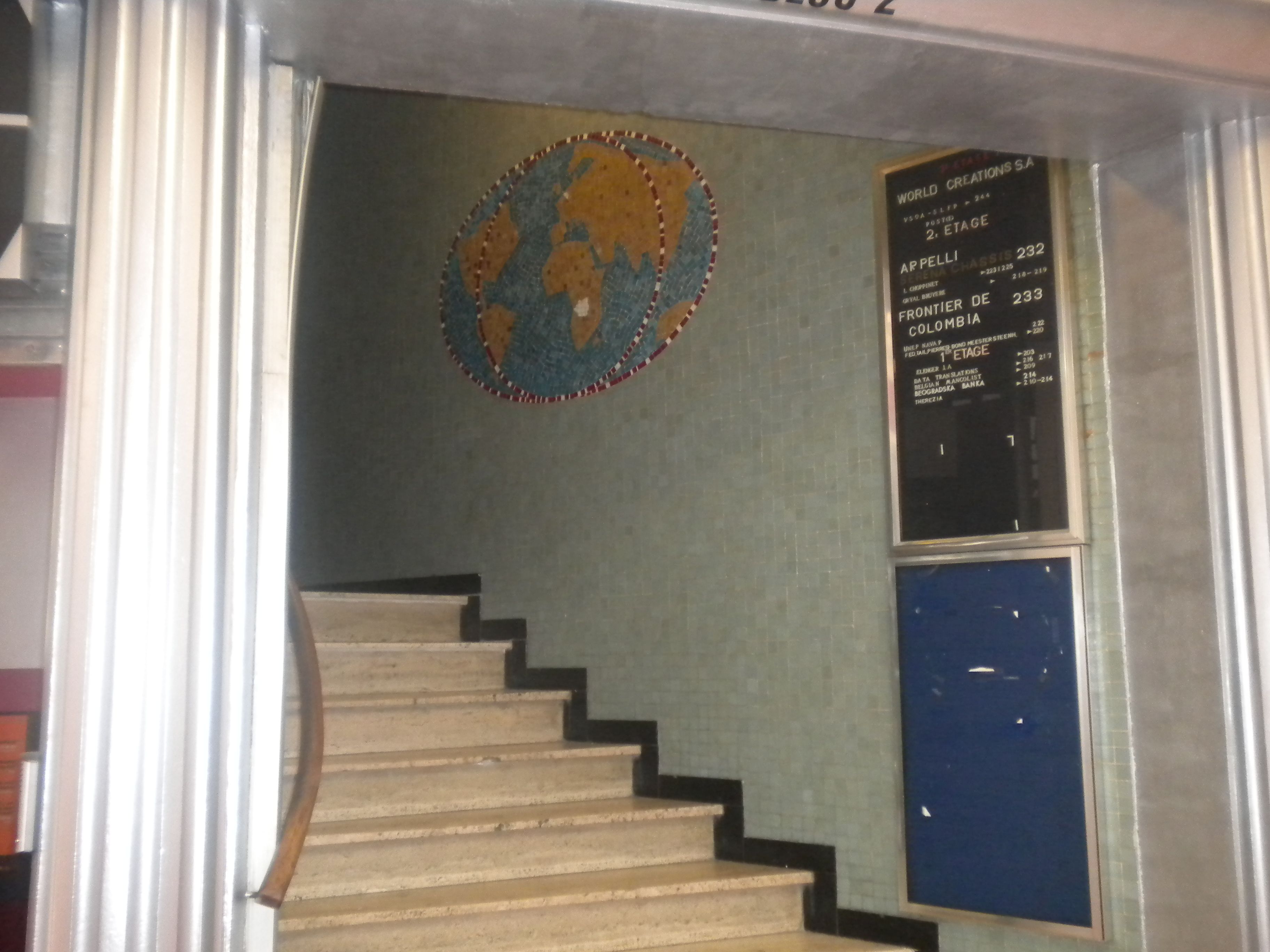
Entrée des anciens locaux des éditions Dupuis et de la rédaction du journal Spirou dans la Galerie du Centre à Bruxelles.

En 1955, Yvan Delporte est officiellement nommé rédacteur en chef du journal ; un peu par hasard, puisque Charles Dupuis souhaite faire de Spirou un journal totalement humoristique et considère Delporte comme le meilleur pour atteindre cet objectif. La rédaction déménage à Bruxelles dans la Galerie du Centre pour être dans le même bâtiment que les bureaux de la World Press. Cette même année, Maurice Rosy devient directeur artistique des éditions Dupuis (il occupait auparavant le poste de « donneur d'idées » pour lui permettre d'exercer ses talents créatifs au sein de la maison d'édition). Il s'occupe aussi de trouver de nouveaux talents et devient à ce titre rédacteur en chef de Risque-Tout, éphémère petit frère de Spirou lancé conjointement par Dupuis et la World Press. Le tandem Delporte/Rosy va être à la barre de Spirou durant de nombreuses années, multipliant les animations et les numéros spéciaux ; Charles Dupuis reste néanmoins le véritable patron du journal et c'est lui qui accepte qu'une série paraisse ou non dans Spirou.

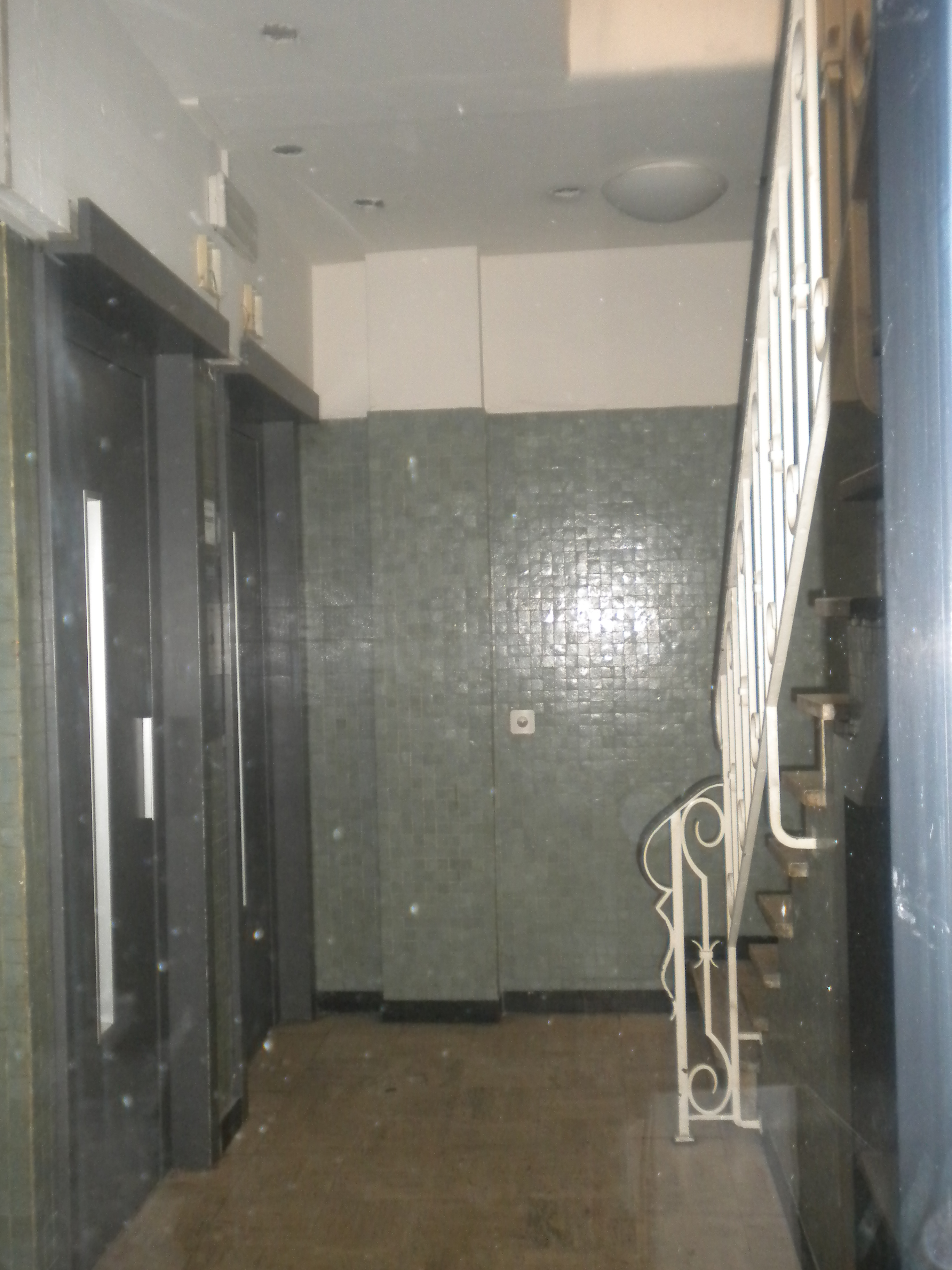
Anciens locaux des éditions Dupuis et de la rédaction du journal Spirou dans la Galerie du Centre à Bruxelles.

Les clubs Spirou disparaissent à la fin des années 1950 au profit d'un cirque et des jeux de plages Spirou. Les rédactionnels s'ouvrent à d'autres horizons, leur but étant désormais de recréer le lien avec le lecteur qui s'était perdu avec la disparition des clubs. Dans cette optique est créé le personnage de Starter qui anime la rubrique automobile, et surtout le personnage de Gaston Lagaffe créé par André Franquin et Yvan Delporte en 1957. Au départ, ce personnage a pour fonction d'animer chaque semaine le journal par ses gaffes, faisant par exemple exploser certaines pages.
Parmi les nouvelles séries, paraît Gil Jourdan à partir du no 962, polar de Maurice Tillieux, inspiré de sa série Félix publiée dans Héroïc-Albums. Une autre série de Tillieux, César, va rapidement être transférée dans Le Moustique avant de revenir dans Spirou à la fin des années 1960. Les autres nouveautés issues du studio dirigé par Maurice Rosy sont Bobosse de Marcel Remacle à partir du no 931, Guy Pingaut (no 985) et Alain Cardan (no 996) de Gérald Forton, Thierry le Chevalier de Carlos Laffond et Jean-Michel Charlier (no 989), Tom et Nelly, enfants du siècle de José Bielsa et Octave Joly (no 995) reprise de l'hebdomadaire Risque-Tout qui a arrêté sa parution, ou encore Les Frères Clips de Marcel Denis (no 1032).

#### Le numéro 1000
Le 13 juin 1957 Spirou sort son no 1000, déchaînement d'inventivité : sa couverture, dessinée par Franquin, présente 999 têtes différentes du personnage, plus une de Gaston Lagaffe. Son sommaire annonce des articles ronflants, dont un « Olé, Olé » rédigé par le général Franco, et qui se révèle en fait annoncer par ses lettrines le message Poisson d'avril. Il comporte un labyrinthe « en quatre dimensions » (c'est-à-dire utilisant les deux côtés imprimés d'une page avec des trous permettant de passer d'un côté à l'autre, un dessin animé en ombre chinoises créé par Morris, des transblagues, dessins anodins révélant un sens totalement différent et caustique quand on les regarde par transparence, etc. Un supplément en demi-format inclus dans le journal est nommé Spirou 2000 et porte un regard sur un avenir possible de Spirou et Fantasio, Buck Danny et ses amis - vieillis et très galonnés - et autres héros dans ce numéro 2000 d'un avenir vu comme bien lointain, où existent des « tévéphones » et où les avions peuvent voler en marche arrière.
Le vrai « numéro 2000 » arrivant pendant les années de crise du journal ne fera pas l'objet d'autant de moyens, mais le numéro 3000 comportera un supplément alors révolutionnaire pour un journal destiné à la jeunesse : un CD-ROM
Enfin, le numéro comporte un billard électrique à monter soi-même, sans flippers, mais allumant une ampoule de 3,5 V lorsqu'on envoie les bonnes billes dans les bons trous (ampoule, pile 4,5 V, contreplaqué, fil électrique et attaches parisiennes à se procurer en sus).
Il comprend aussi une ébauche des futurs mini-récits.
René Goscinny y apparaît comme scénariste d'une bande dessinée pastiche de toutes les autres et nommée Vous avez déjà vu ça, où sont repris avec ironie les poncifs les plus classiques du genre.

#### Après le numéro 1000
Les numéros spéciaux vont devenir la marque de fabrique de la période Yvan Delporte. Outre le traditionnel « spécial Noël », il fait ajouter un « spécial Pâques », un « spécial Grandes Vacances » et des spéciaux ponctuels comme celui sur l'Exposition universelle de 1958, ou un numéro consacré à l'automobile. Ces numéros sont l'occasion pour le rédacteur en chef de tester de nouveaux auteurs en ajoutant des pages à Spirou et en offrant de multiples suppléments. Parmi les nouveautés qui vont marquer durablement le journal, René Hausman lance la série Saki dans le no 1030, qui deviendra l'année suivante Saki et Zunie ; Marcel Remacle crée Le Vieux Nick dans le no 1039, lui adjoignant deux ans plus tard le personnage de Barbe-Noire, d'abord faire-valoir puis héros de la série.
C'est en 1958, dans le no 1071, qu'apparaissent pour la première fois graphiquement les Schtroumpfs, dans la seizième aventure de Johan et Pirlouit, La Flûte à six trous (renommée plus tard La Flûte à six schtroumpfs). Au fil des semaines, Peyo fait monter le suspense sur l'identité des personnages qui espionnent les deux héros. Dans une courte histoire publiée dans le no 1041, Jo-El Azara met en scène La Ribambelle, qui sera reprise par Jean Roba en 1962.

##### Nouvelle génération d'auteurs

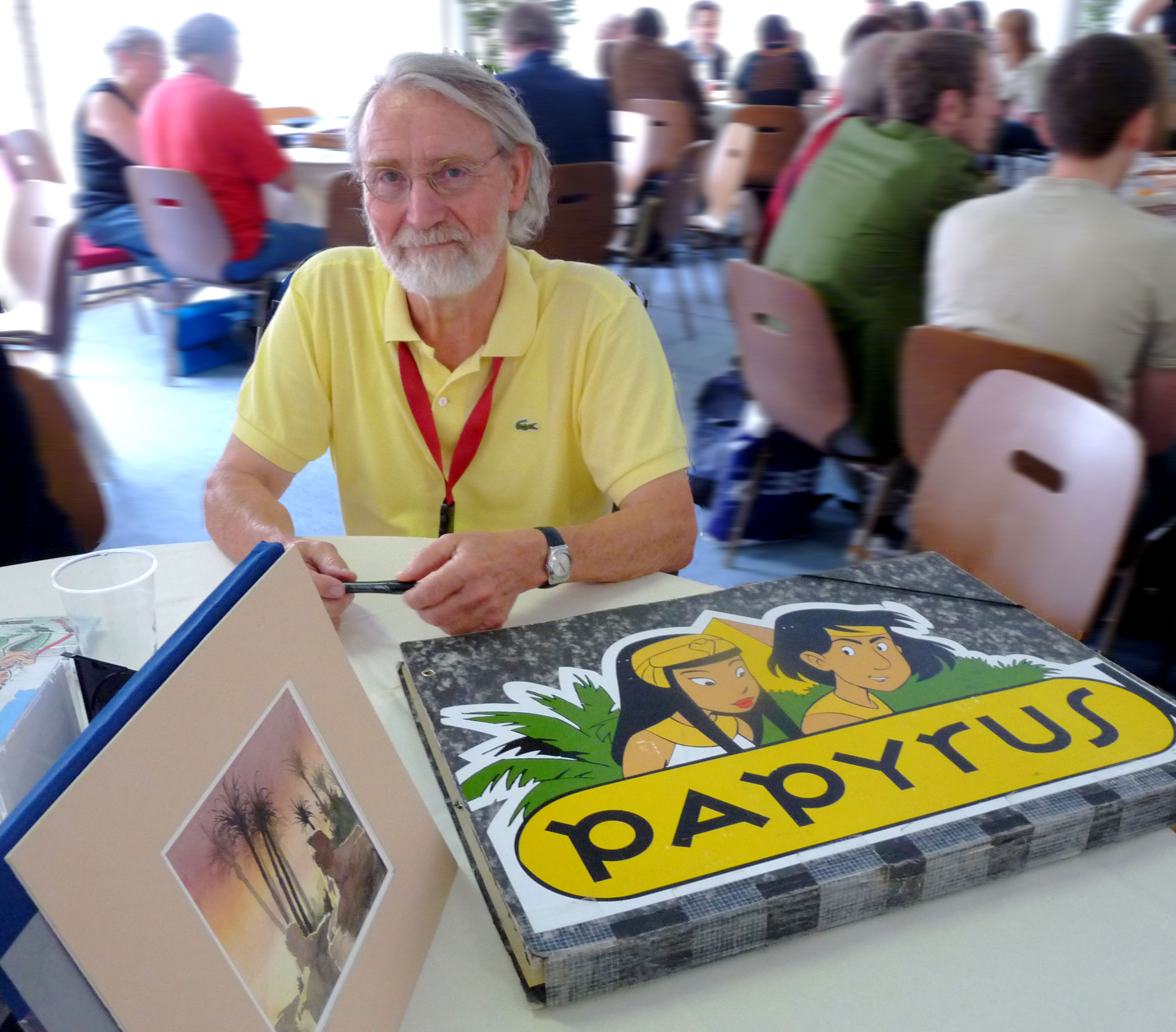
Lucien De Gieter (ici en 2009), auteur de Papyrus, fait partie de la nouvelle génération de Spirou.

En 1959, Yvan Delporte a l'idée de créer des petits albums que le lecteur doit monter lui-même. Pour inaugurer ce format, il demande à Peyo de réutiliser les petits personnages qu'il a créés deux ans auparavant dans Johan et Pirlouit afin d'en faire les héros à part entière d'une série. Les Schtroumpfs noirs, premier mini-récit (et première histoire des Schtroumpfs), publié dans le no 1107, sera suivi de dix autres histoires jusqu'au no 1134, avec notamment la création du Petit Noël par André Franquin (no 1131) et Boule et Bill par Jean Roba et Maurice Rosy (no 1132). D'abord censés être une opération ponctuelle, les mini-récits reviennent chaque semaine pour contrer les Pilotoramas du journal Pilote qui paraissent depuis octobre 1959. Dans le no 1135 débute une nouvelle collection de mini-récits hebdomadaires, avec une numérotation remise à zéro et une augmentation de 36 à 48 planches. Si les premiers mini-récits étaient l'œuvre d'auteurs confirmés, la nouvelle collection va permettre de tester de jeunes auteurs : Pat Mallet avec Xing et Xot (no 1145), Charles Degotte avec Le Flagada (no 1196), Paul Deliège (et Maurice Rosy au scénario) avec Bobo (no 1204), Lucien De Gieter avec Pony (no 1271) ou encore Jacques Devos avec Génial Olivier (no 1321).
Dans les pages régulières du journal, Yvan Delporte lance de grandes séries d'aventure. Eddy Paape, qui s'occupe d'une page de jeux et d'une rubrique éducative intitulées respectivement Le Coin des dégourdis et Le Coin des petits curieux depuis que Jijé a récupéré Jean Valhardi en 1956, créé en 1958 dans le no 1059, Marc Dacier, qui conte les aventures d'un reporter (avec Jean-Michel Charlier au scénario). Lettreur chez Dupuis, Lambil lance dans le no 1083 Sandy et Hoppy, une série sur l'Australie qu'il écrit depuis ses quinze ans et qui a essuyé un premier refus de Dupuis.
Pour la série Spirou et Fantasio, André Franquin crée l'emblématique Zorglub dans Z comme Zorglub, épisode publié du no 1096 au no 1136 ; mais le personnage ne va pas plaire à Charles Dupuis qui préfère la poésie du Nid des marsupilamis. Intitulée QRM sur Bretzelburg (renommée QRN sur Bretzelburg par la suite), l'histoire suivante connaît une publication tumultueuse, à cause de l'état de santé de Franquin, une hépatite virale suivie d'une sérieuse dépression due au ras-le-bol de l'auteur d'animer des personnages qu'il n'a pas créés et qu'il pense ne pas s'être appropriés. Aussi l'histoire est-elle d'abord publiée sous forme de demi-planches avant de s'interrompre pendant deux ans. Durant cette période, André Franquin publie toujours sa demi-planche de Gaston, aidé par son assistant Jidéhem.
Les animations du journal vont se multiplier : une vache squatte les pages du journal en 1960 et provoque le renvoi de Gaston Lagaffe, puis son réengagement après une mobilisation des lecteurs. Gaston devient le lien entre les lecteurs et la rédaction au point de présenter en couverture les séries de la semaine à partir du no 1175. Le no 1042 est parfumé aux « senteurs d'avril », ce qui provoque plusieurs malaises dans les ateliers. Le no 1235 offre une carte postale du Marsupilami avec une queue en papier collée sur chaque exemplaire par les détenus de la prison de Charleroi. Dans le no 1264 est offerte une invention de Morris nommé « 3-D Color » qui permet de voir les dessins en relief et en couleur.

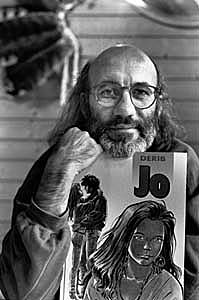
Derib (ici à la fin des années 1980) a fait ses débuts dans le journal dans les années 1960.

Parmi les nouveautés, Peyo crée Benoît Brisefer dans le no 1183. La série est d'abord destinée au quotidien Le Soir, mais l'idée d'un petit garçon à la force surhumaine qui perd ses pouvoirs au moindre rhume séduit Charles Dupuis qui insiste pour l'avoir dans son journal. Jidéhem lance dans le no 1208, une bande dessinée autour du personnage de Starter, qui animait jusque-là la chronique automobile, mais deux ans plus tard ce dernier se fait voler la vedette par la jeune Sophie, première véritable héroïne à part entière du journal, au point qu'il disparaît définitivement et que la série est renommée Sophie. Jean Roba reprend dans le no 1247 La Ribambelle, apparue brièvement quatre ans auparavant. De retour dans Spirou, après un court passage chez le concurrent Tintin, Will crée la série Éric et Artimon (no 1252), avant de retrouver Tif et Tondu en 1965. Charles Jadoul écrit le scénario de Michel et Thierry pour Arthur Piroton à partir du no 1239.
Les histoires complètes vont se multiplier à partir du début des années 1960 pour permettre aux « gagmen » de mieux s'exprimer que dans les mini-récits ou les histoires à suivre. Jacques Devos écrit ainsi le délirant Victor Sébastopol à partir du no 1288 pour Hubuc, Whamoka et Whikilowat à partir du no 1354 pour Salvérius et Djinn à partir du no 1372 pour Kiko. En 1964, Raymond Macherot passe de Tintin à Spirou à cause d'un différend avec Le Lombard mais, pour des raisons contractuelles, doit abandonner ses séries qui restent chez le concurrent. Pour Spirou il crée donc Chaminou, mais la noirceur de ton est critiquée par les éditeurs et les lecteurs. Seul Charles Dupuis souhaite une seconde histoire, mais Macherot préfère proposer une nouvelle série, Sibylline, dont la publication commence dans le no 1403. Guy Bara reprend à partir du no 1363 Max l'explorateur, série publiée depuis les années 1950 dans divers quotidiens. Marcel Remacle et Marcel Denis lancent une série sur les vikings avec Hultrasson à partir du no 1351.
En 1965 la couverture change durablement de présentation à partir du no 1435, offrant une seule grande illustration. Le retour de Spirou et Fantasio dans ce no 1435 avec Bravo les Brothers mélange les univers de Spirou et de Gaston, renforçant la connivence avec le lecteur. Dans le no 1436 d'ailleurs débute la chronique En direct de la rédaction qui présente aux lecteurs les aléas de la vie de la rédaction du journal. L'Homme aux phylactères créé par Serge Gennaux participe à cette animation en racontant les histoires d'un personnage qui souhaite devenir un héros de bande dessinée. L'une des premières couvertures de cette nouvelle formule, représentant un chauffe-eau dans l'espace après une explosion, provoque une controverse avec Gaz de France qui exige la publication d'un publireportage expliquant qu'un chauffe-eau ne peut pas exploser ; en réponse, Franquin et Delporte publient des fausses publicités pour Ducran & Lapoigne (entreprise imaginaire de la série Gaston). Publiés auparavant dans le quotidien Le Soir, les demi-planches de Poussy intègrent les pages du journal à partir du no 1438. L'année 1966 est assez prolifique : Maurice Tillieux se lance dans l'écriture de Marc Lebut et son voisin (dit aussi La Fort-T) pour Francis à partir du no 1452 ; Tôôôt et Puit de Lucien De Gieter font leurs débuts dans le no 1456 ; Raymond Macherot dessine Pantoufle sur un scénario de René Goscinny à partir du no 1459. Enfin, Derib, formé par Peyo, fait ses débuts avec la série Arnaud de Casteloup dans le no 1450.

##### Fin d'une époque

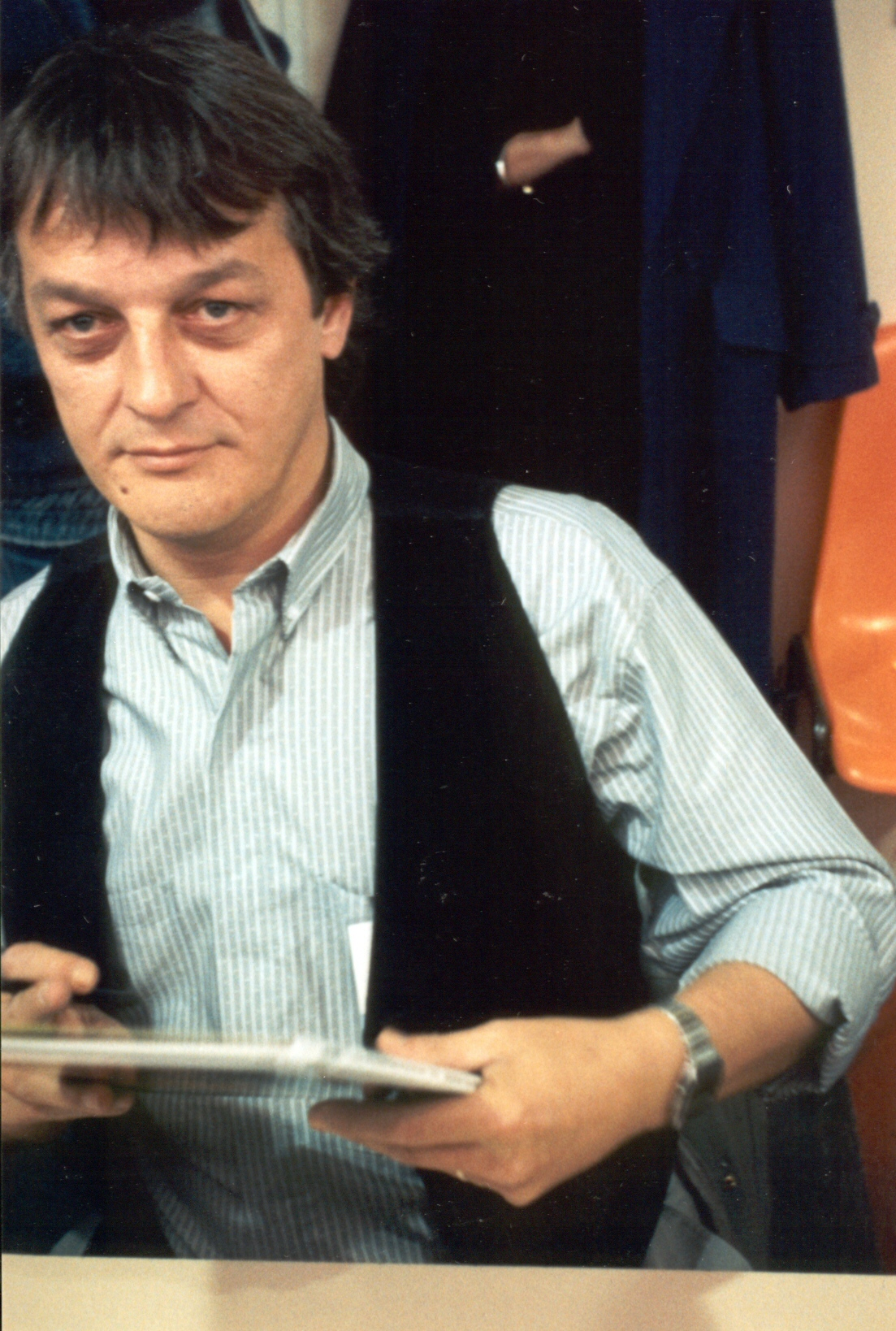
Pierre Seron (ici en 1990), l'un des derniers auteurs publiés lors de l'âge d'or de Spirou.

L'année 1967 voit le départ de deux grands auteurs du journal, Eddy Paape et Jijé. Le premier se brouille avec Dupuis pour plusieurs raisons (la principale étant le manque de promotion de ses albums par l'éditeur) et rejoint l'équipe de Tintin. Jijé quant à lui quitte Spirou pour Pilote où, sur la proposition de Jean-Michel Charlier, il reprend la série Les Aventures de Tanguy et Laverdure que vient d'abandonner Albert Uderzo. André Franquin accepte de dessiner une dernière aventure de Spirou et Fantasio, Panade à Champignac qui débute dans le no 1539, avant de se consacrer pleinement à Gaston. Jean-Claude Fournier, qui reçoit les conseils personnels de Franquin depuis plusieurs mois, lance la série poétique Bizu dans le no 1509. Plusieurs fois refusés par Charles Dupuis, Les Petits Hommes de Pierre Seron paraissent enfin dans le no 1534, après les retouches d'Albert Desprechins au scénario. Le graphisme, très proche de celui de Franquin, vaudra une accusation de plagiat à son auteur. Dans le no 1531, Derib et Rosy créent Les Aventures d'Attila qui mettent en scène un chien espion suisse qui parle.
Nouvelle grosse défection l'année suivante avec le départ de Morris et sa série Lucky Luke pour le journal Pilote. Tout comme Eddy Paape, Morris considère que les éditions Dupuis ne diffusent pas de façon satisfaisante ses albums en France et préfère rejoindre un éditeur français. Pour compenser la perte de Lucky Luke, Louis Salvérius lance Les Tuniques bleues dans le no 1585 sur un scénario de Raoul Cauvin, qui travaille chez Dupuis depuis le début des années 1960. Après notamment un passage au laboratoire photo, il a enfin sa chance avec la série Arthur et Léopold publiée dans le no 1574 sur des dessins d'Eddy Ryssack. Mitacq a lancé la série Stany Derval dans le no 1561, faute de nouveaux scénarios de Jean-Michel Charlier. Maurice Rosy abandonne le scénario de Tif et Tondu repris par Maurice Tillieux dont l'écriture dès lors devient l'activité principale avec notamment SOS Bagarreur pour René Follet dans le no 1552. À partir du no 1589 Paul Deliège scénarise Les Krostons pour Arthur Piroton qui abandonne après la première histoire pour s'occuper de la nouvelle série Jess Long. Paul Deliège le remplace alors au dessin, mais est obligé de changer son style humoristique pour un réaliste. Il écrit aussi le scénario de la série Sam (renommée plus tard Sam et l'Ours) pour Lagas, publiée comme mini-récit à partir du no 1553.
Une page du journal se tourne au cours de l'année 1968 avec le licenciement du rédacteur en chef Yvan Delporte. Le contexte de l'époque est assez tendu et les événements de Mai 68 inquiètent les entreprises, dont les éditions Dupuis. Plusieurs raisons sont avancées pour expliquer le départ de Delporte. La première est la diffusion dans le journal d'une publicité antimilitariste en réponse à une campagne de recrutement de l'armée belge publiée quelque temps auparavant dans les pages de Spirou. La deuxième, celle officielle de Dupuis, est qu'il aurait laissé publier l'expression « Allez-vous faire cuire un œuf ! » dans une réponse à un courrier de lecteur se désolant de l'absence prolongée de Johan et Pirlouit provoquant alors une plainte de Peyo auprès de Paul Dupuis. La troisième, soutenue par Yvan Delporte, est qu'il a payé le fait d'être chef de service et en même temps délégué syndical. Paul Dupuis aurait reproché à Yvan Delporte d'avoir été le meneur d'une grève du personnel. Enfin, la version du futur rédacteur en chef, Thierry Martens, est qu'Yvan Delporte a laissé s'accumuler les heures supplémentaires d'une grosse partie de la rédaction, les obligeant à travailler le week-end et le soir, ce qui a entraîné des coûts financiers importants pour Dupuis.

### Renouveau dans la continuité (1969-1986)

#### Femmes à l'honneur

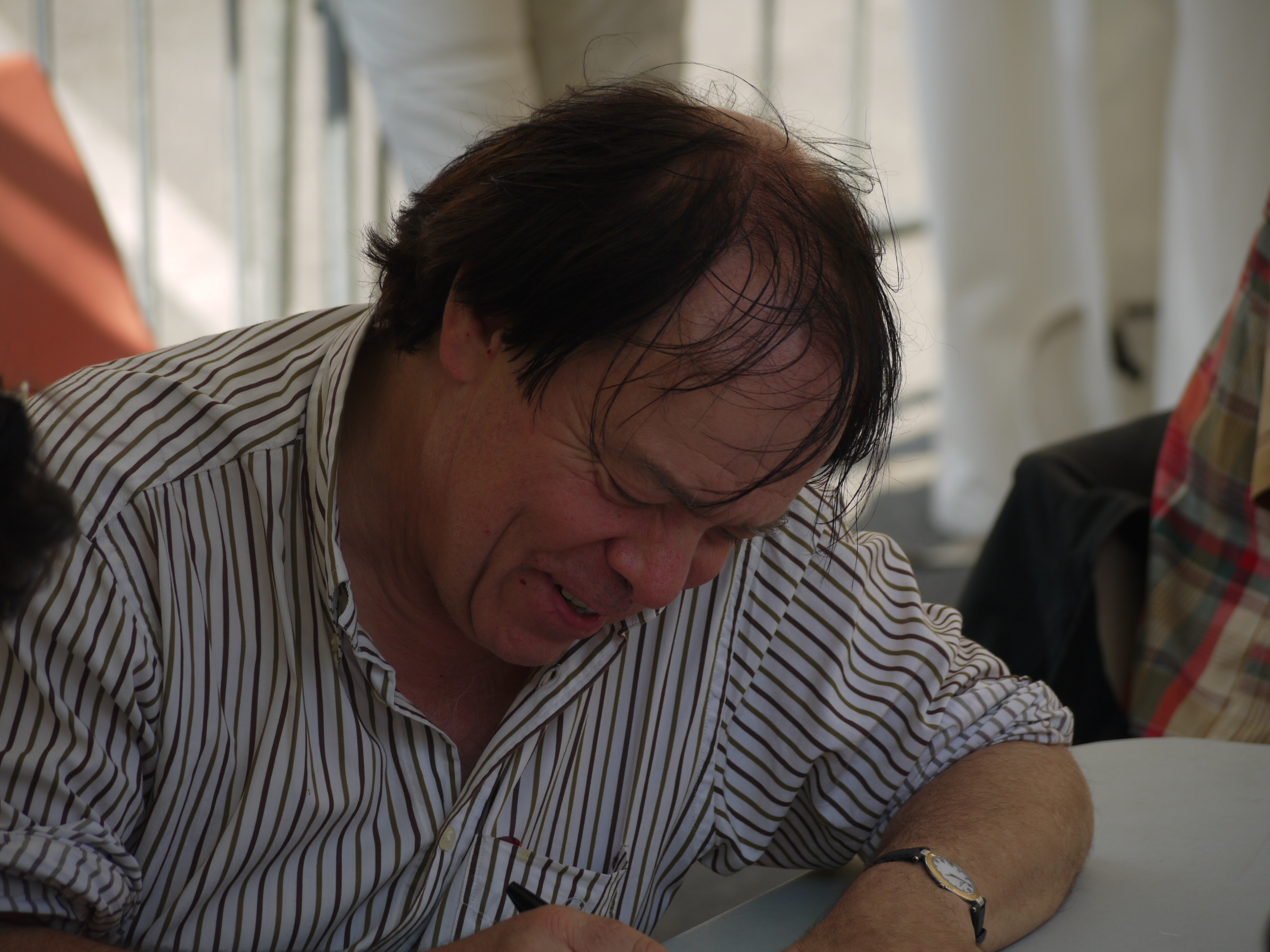
François Walthéry (ici en 2009) met les héroïnes à l'honneur, grâce à sa série Natacha.

Le départ d'Yvan Delporte laisse un vide dans la rédaction et marque le début d'une période de troubles. Charles Degotte occupe par intérim le poste de rédacteur en chef, sous la supervision de Charles Dupuis. À partir de juillet 1969, Thierry Martens est nommé officiellement rédacteur en chef avec la tâche prioritaire de renouveler les auteurs-vedettes du journal, dont la production commence à baisser, et de trouver une nouvelle formule pour arrêter la baisse des ventes. Il s'appuie sur les jeunes auteurs qui apprennent le métier dans les studios des auteurs-vedettes, en particulier celui de Peyo. C'est ainsi que débarque dans le no 1663 Natacha, imaginée par le jeune François Walthéry. La mode étant au féminisme, Yoko Tsuno de Roger Leloup est publiée à partir du no 1693 grâce à Maurice Tillieux et Charles Dupuis qui poussent ces jeunes auteurs à abandonner le studio Peyo.
La série Spirou et Fantasio sans auteur depuis son abandon par Franquin est confiée à Jean-Claude Fournier, dont la série Bizu avait séduit Charles Dupuis. La première histoire de Fournier, Le Faiseur d'or, commence à paraître dans le no 1624. Le Portugais Carlos Roque crée Angélique et Wladimyr respectivement dans les no 1601 et no 1616. Raoul Cauvin devient rapidement prolifique en créant Les Naufragés pour Claire Bretécher (no 1581), Câline et Calebasse pour Mazel (no 1617), et en reprenant les séries Loryfiand et Chifmol pour Serge Gennaux, Sammy pour Berck (no 1667) ou encore Mirliton pour Raymond Macherot (no 1664). Yvan Delporte écrit pour Will un scénario qui met en scène une petite fille, Isabelle, à partir du no 1654. Par la suite, Raymond Macherot et André Franquin intègrent le projet et apportent une dimension fantastique à la série. Jean-Marie Brouyère débute dans le no 1745 en tant que scénariste d'Archie Cash, dessiné par Malik et dont le réalisme détonne dans le journal de l'époque. Francis lance son Capitaine Lahuche dans le no 1713.

#### Classiques et nouveautés

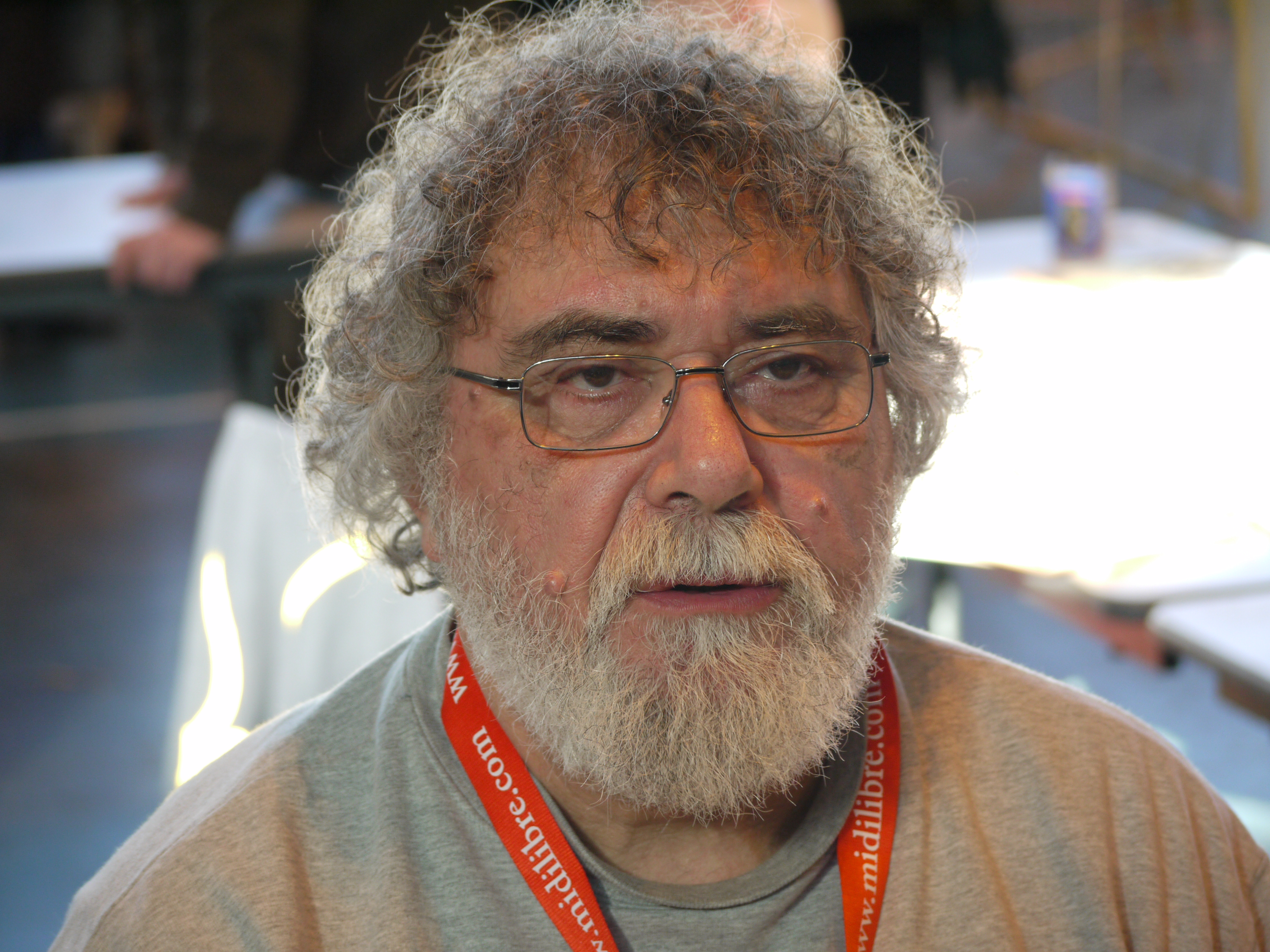
Jean-Claude Fournier (ici en 2010) a repris la série Spirou et Fantasio après André Franquin.

En décembre 1971, la mise en page de la couverture change à nouveau avec l'apparition du sommaire. Le journal continue sa mutation en renouvelant rédactionnels (comme Nature-Jeunesse), animations (ainsi L'Inspecteur Spirou propose de résoudre des énigmes policières) et séries. Pour combler l'essoufflement des mini-récits, la rubrique Carte blanche permet à des auteurs expérimentés de lancer de nouvelles séries ou à des jeunes de débuter. Là naissent notamment Pauvre Lampil de Cauvin et Lambil (no 1826) et Les Extra-terrestres de Jacques Devos. Gos délaisse le dessin de Gil Jourdan pour créer Khéna et le Scrameustache dans le no 1806. Antoinette Collin et Jean-Marie Brouyère inventent Les Naufragés de l'escalator (no 1860), série fantastique et délirante qui fait couler beaucoup d'encre tant du côté de ses partisans que de ses adversaires.
Regrettant que certaines séries ne soient plus disponibles en librairie depuis longtemps, Thierry Martens décide de les republier dans le journal et crée la rubrique Classiques Dupuis. Ainsi, après un travail de restauration, Félix de Maurice Tillieux (no 1868) et Ginger de Jidéhem (no 1996), toutes deux publiées dans Héroïc-Albums dans les années 1950, sont proposées à une nouvelle génération de lecteurs. Les Maxi-classiques sont lancés dans le no 1980 avec Jacques Le Gall de MiTacq, pour adapter le grand format de cette série initialement publiée dans Pilote au format classique de Spirou. Dans le même temps la rubrique Découvertes Dupuis fait débuter notamment Watch avec Big Boss Circus (no 1884). Dans le no 1867, Lucien De Gieter, lui aussi de l'équipe Peyo, lance Papyrus, série se passant dans l'Égypte antique. Marc Hardy et Mittéï créent Badminton dans le no 1898 ; Cauvin et Walthéry, Le Vieux Bleu dans le no 1875. Quelques séries américaines font leur retour, dont Denis la Malice.
Les jeunes dessinateurs qui sortent de l'Institut Saint-Luc se voient ouvrir les pages du journal, avec l'aide de Jean-Marie Brouyère qui leur écrit des scénarios : Aymone pour Renaud Denauw (no 1957), La Petite Chronique vénusienne pour André Geerts (no 2051), Coursensac et Baladin pour Bernard Hislaire (no 2077), ainsi que plusieurs histoires pour Jean-Claude Servais. Raoul Cauvin crée Boulouloum et Guiliguili pour Mazel (no 1965), L'Agent 212 pour Daniel Kox (no 1939) et Godaille et Godasse pour Jacques Sandron (no 1938) ; François Walthéry lance Petit Bout-de-chique (no 1927) ; le duo Bom et Watch crée Les Déboussolés (no 1923). En 1976, Spirou sort son no 2000 largement animé par ces jeunes auteurs qui ont intégré la rédaction lors des dernières années. Dans le no 2001, Marc Wasterlain lance le poétique Docteur Poche dans lequel il impose son style graphique. Albert Blesteau crée le chien Wofi dans le no 2010.

#### Changement de ton et de direction

##### Fin de l'ère Thierry Martens
L'année 1977 marque l'apparition d'un supplément dont le ton inédit révolutionne l'esprit du journal : Le Trombone illustré. André Franquin et Yvan Delporte sont en effet parvenus à convaincre Charles Dupuis d'ajouter une petite publication spécialement destinée aux adolescents et jeunes adultes, qui aborderait des thèmes tabous dans les pages du journal. Afin de dédouaner les autorités officielles de Spirou, Le Trombone illustré est présenté comme un journal clandestin et indépendant, dont la rédaction est installée dans la cave des éditions Dupuis. André Franquin y crée les Idées noires et Frédéric Jannin la série Germain et nous… dès le no 1 (Spirou no 2031 du 17 mars 1977). Des auteurs prestigieux comme Gotlib, F'murr, Jean-Claude Mézières, Jacques Tardi ou Enki Bilal font des apparitions régulières. L'expérience, qui divise lecteurs et auteurs, prend fin sept mois plus tard dans le no 2062, après un sabordage de l'équipe, en réaction à une censure de l'éditeur. Si Le Trombone illustré est aujourd'hui « culte », son bilan est sur le moment largement négatif, Spirou ayant perdu 6 000 lecteurs durant sa parution.
Au début des années 1970, une expérience similaire avait été tentée avec Bobo Magazine, conçu par Maurice Rosy pour séduire les jeunes lecteurs, mais avait tourné court en raison du travail que cela représentait. Dans cet esprit paraissent, dans le no 2053, Pignouf qui parodie le journal et Le Petit Cauvin illustré dans le no 2084. En 1978 sont lancées plusieurs séries : Aurore et Ulysse de Pierre Seron (no 2045) ; Arnest Ringard et Augraphie d'André Franquin, Yvan Delporte et Frédéric Jannin (no 2088) ; Mic Mac Adam de Stephen Desberg et André Benn (no 2091) ; Zowie de Christian Darasse et Bosse (no 2123).

##### La période Alain De Kuyssche

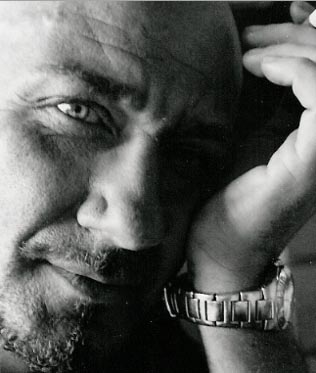
Philippe Tome (ici en 2005), le scénariste de Spirou et Fantasio des années 1980-1990.

Thierry Martens prend la tête du département Albums de Dupuis pour lancer une nouvelle politique éditoriale. Alain De Kuyssche, journaliste à Télémoustique, autre publication de Dupuis, le remplace. Il est chargé d'élaborer un nouveau concept : réorienter Spirou en y publiant des séries de qualité, à une époque où la bande dessinée périodique est malmenée par des publications expérimentales souvent médiocres. C'est ainsi qu'une série sentimentale au graphisme moderne, Bidouille et Violette de Bernard Hislaire, est publiée à partir du no 2087. Frank signe une série sur la nature intitulée Broussaille, d'abord publiée dans le no 2108 dans une rubrique sur les animaux. À seulement seize ans, Philippe Bercovici dessine sa première série, Les Grandes Amours contrariées, sur un scénario de Raoul Cauvin (no 2149).
En 1979, les éditions Dupuis souhaitent que la série-vedette du journal soit présente à chaque numéro. Jean-Claude Fournier ne pouvant dessiner plus de deux histoires de Spirou et Fantasio par an, on décide de lui adjoindre un autre auteur pour produire des histoires en alternance. Fournier refuse et se voit alors retirer le personnage. José Dutillieu, engagé par Charles Dupuis pour contrôler la rédaction, demande à son ami Nic Broca de reprendre la série, Raoul Cauvin assurant les scénarios. De son côté, Alain De Kuyssche demande à Yves Chaland et à deux auteurs débutants, Tome et Janry, qui animent la rubrique de jeux Jeuréka depuis quelques mois, de concevoir eux aussi des histoires pour Spirou. En 1981, ces derniers récupèrent seuls la série-vedette, l'expérience démontrant qu'une série dessinée simultanément par plusieurs auteurs désoriente le lecteur et fait perdre son identité au personnage.

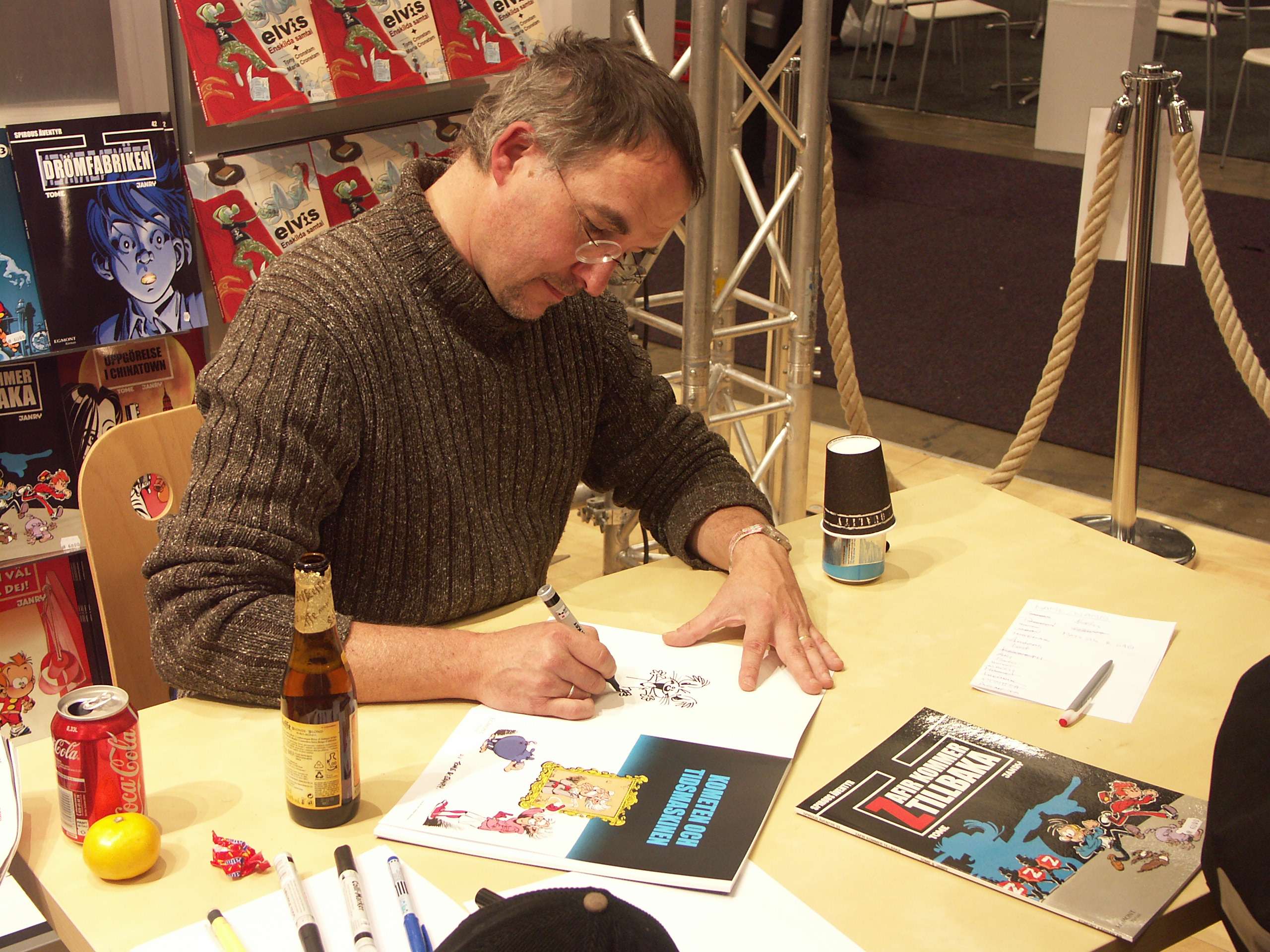
Janry (ici en 2008), le dessinateur de Spirou et Fantasio des années 1980-1990.

La reprise de Spirou et Fantasio est le symbole de la lutte de pouvoir qui a lieu dans la rédaction à cette époque : José Dutillieu préfère s'appuyer sur des auteurs confirmés alors qu'Alain De Kuyssche veut mettre en place une nouvelle génération d'auteurs pour animer l'hebdomadaire. C'est ainsi que naît la série 421 d'Éric Maltaite et Stephen Desberg, une sorte de parodie de James Bond. Après la mort de Maurice Tillieux et de Jijé, le journal doit renouveler ses séries d'aventure. C'est ainsi que paraissent Loïq d'Alain Sauvage (no 2154), Les Baroudeurs sans frontières de Charles Jarry (no 2167) ou encore Jean Darc de Dimberton et Desberg (no 2278). Philippe Berthet, par l'originalité de son style graphique, devient le premier dessinateur à publier en son nom propre, plutôt que comme auteur attaché à une série. L'humour n'est pas oublié avec Jessie Jane de Mazel et Gérald Frydman (no 2256), ainsi que les histoires caricaturant le monde du football de Malo Louarn. Philippe Bercovici et Raoul Cauvin mettent en scène le milieu hospitalier avec Les Femmes en blanc (no 2240). Dans le no 2173, est offert un album inédit de Boule et Bill intitulé Bill a disparu.
Diverses solutions sont tentées pour renouer le lien avec le lecteur. José Dutillieu relance les clubs Spirou avec, en plus, un supplément dans les pages du journal intitulé Spirou-Pirate (renommé par la suite Le Correspondant), mais cette initiative s'avère néfaste pour les ventes. Alain De Kuyssche lance Les Hauts de page, destinés à remplir les marges du journal. D'abord animés par le trio Frank Pé, André Geerts et Bernard Hislaire, ils sont rapidement récupérés par le duo Yann et Conrad, auteur des Innommables (no 2180). Leur humour au vitriol va, comme pour Le Trombone illustré, diviser la rédaction, certains auteurs étant devenus les têtes de turc du duo. Pour calmer le jeu, Les Hauts de page sont arrêtés dans le no 2269. Alain De Kuyssche met en avant une nouvelle animation L'Élan de Frank Pé (no 2266), qui fera le lien avec le lecteur pendant plusieurs années. À la même époque, sont publiés sous le titre Spirou-Festival puis Album + des hors-séries destinés à écouler les nombreuses planches payées par l'éditeur mais difficilement publiables dans Spirou à cause de leur qualité inégale.

#### Vague réaliste

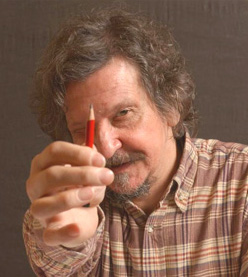
Créée par Marc Wasterlain (ici en 2010), la série d'aventure Jeannette Pointu suivait l'actualité.

Estimant qu'il a réussi à renouveler l'esprit du journal en y intégrant une nouvelle génération d'auteur au style nouveau, Alain De Kuyssche cède en 1982 son poste de rédacteur en chef à Philippe Vandooren qui vient des éditions Marabout. Celui-ci suit le chemin tracé par son prédécesseur, tout en renforçant le poids des auteurs réalistes au sein du journal. C'est ainsi qu'apparaissent, le temps d'une histoire ou deux, des séries déjà installées comme Jeremiah (no 2376), Blueberry (no 2380) ou encore XIII (no 2408), ainsi que de nouvelles séries réalistes comme Jérôme K. Jérôme Bloche du trio Dodier, Makyo et Le Tendre (Album + no 4), Kogaratsu de Michetz et Bosse (no 2338), Le Privé d'Hollywood de François Rivière, José-Louis Bocquet et Philippe Berthet (no 2372), Jimmy Boy de Dominique David (no 2394), Théodore Poussin de Frank Le Gall (no 2428) ou Soda de Luc Warnant et Philippe Tome (no 2507).
À partir du no 2372, la formule du journal change : le logo de couverture est modifié, composé désormais d'un grand « S » surmonté du chapeau de groom. À l'intérieur, les histoires à suivre, réduites à trois par numéro, sont publiées en quatre semaines, offrant deux albums complets par mois aux lecteurs, un rythme de parution plus en accord avec l'époque, où les albums supplantent les périodiques. Le journal continue parallèlement à publier des histoires humoristiques pour enfants. Ainsi André Geerts crée Jojo dans le no 2376 pour boucher un trou dans le journal après qu'un annonceur s'est décommandé. Dans le même esprit, Stephen Desberg et Stéphan Colman signent Billy the Cat (no 2288), l'histoire d'un méchant petit garçon changé en chat et le duo Dodier-Makyo crée Gully (no 2372).
Les gags en une planche se multiplient pour compléter la diversité : Pierre Tombal de Marc Hardy et Raoul Cauvin (no 2372) qui permet de rire avec la mort, Les Motards de Charles Degotte (no 2386) qui, comme son nom l'indique, se moque de la passion de la moto avec une galerie de personnages hauts en couleur, ou Aristote et ses potes de Gerrit de Jager (no 2466) auparavant dans Robbedoes, qui narre les aventures d'une bande d'animaux tenant un restaurant végétarien. Luc Cromheecke et Laurent Letzer créent enfin la série absurde Tom Carbone dans le no 2461.
L'aventure n'est pas oubliée, grâce à Jeannette Pointu de Marc Wasterlain (no 2292) dont les histoires suivent l'actualité réelle, un peu comme celles de Tintin ; pas plus que l'heroic fantasy avec notamment Arkel de Marc Hardy et Stephen Desberg (no 2343). Dans le no 2560, est offert le supplément de vingt-quatre pages intitulé Le Journal de Gaston centré sur l'univers de la série Gaston.

### Ère de l'humour (1987-2004)

#### Projet de rajeunissement

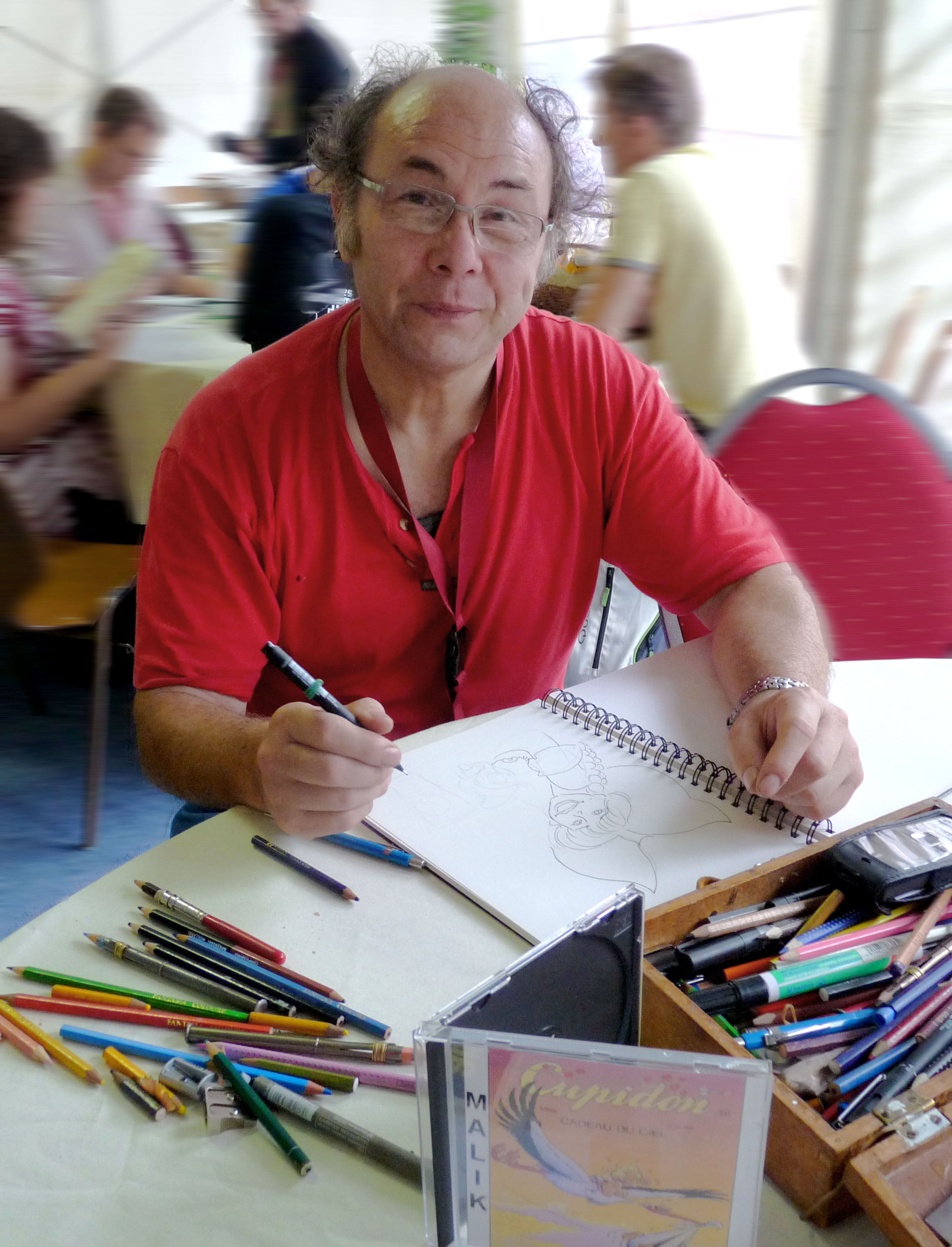
Malik (ici en 2009), l'un des auteurs de la nouvelle vague humoristique avec sa série Cupidon, scénarisée par Raoul Cauvin.

En 1987, Philippe Vandooren quitte le poste de rédacteur en chef de Spirou. Il passe le relais à Patrick Pinchart jusque-là animateur radio sur la RTBF. Il hérite d'un journal extrêmement déficitaire, que la famille Dupuis vient de vendre avec le groupe familial à d'autres investisseurs. Pour le sauver, Philippe Vandooren, devenu directeur éditorial chez Dupuis, propose un mode de financement différent qui consiste à prélever un petit pourcentage sur chaque vente d'album Dupuis pour éponger le déficit de Spirou. De plus, de grandes campagnes d'abonnement sont lancées alors que jusqu'ici la famille Dupuis s'y refusait préférant la vente en kiosque. Il met en place une nouvelle politique de publication d'albums, qui permet aux éditions Dupuis de publier des séries et des auteurs différents. Ce nouveau mode de financement et de fonctionnement influence fortement le contenu du journal qui perd un peu son statut de banc d'essai. Philippe Vandooren, à son nouveau poste, décide désormais des séries à publier en album et dans le journal. Il impose à Patrick Pinchart d'y publier en priorité des séries pour la jeunesse.
Les séries plus adultes, notamment les séries réalistes, disparaissent du sommaire pour paraître directement en album. Elles sont remplacées par des séries d'aventure à suivre pour les plus jeunes : Jimmy Tousseul de Daniel Desorgher et Stephen Desberg (no 2602), Les Tribulations de Louison Cresson de Léo Beker (no 2634), Alice et Léopold de Denis Lapière et Olivier Wozniak (no 2657), Charly de Lapière et Magda (no 2715) ou encore Donito de Didier Conrad (no 2762). Toujours dans le souci de rajeunir le journal, les séries humoristiques mettant en scène des enfants se multiplient en quelques mois : Cédric de Laudec et Cauvin (no 2559), le retour de Toupet de Christian Godard et Albert Blesteau (no 2587) ou encore Cupidon de Cauvin et Malik (no 2634), mais aussi avec l'adaptation de personnages classiques en version junior comme Le Petit Spirou de Tome et Janry (no 2594) ou Les P'tits Schtroumpfs (no 2595).

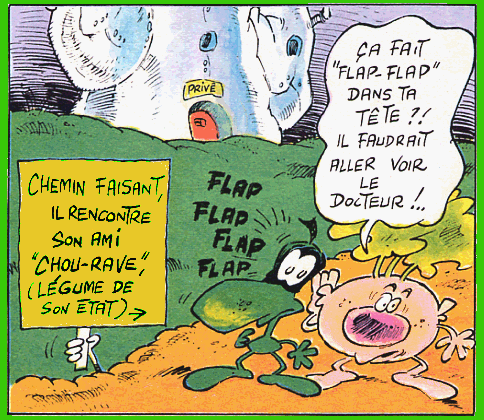
Le Concombre masqué de Nikita Mandryka, publié dans Spirou à partir du no 2672 (1989).

À partir du no 2634, le journal change totalement de formule et prend le nom de « Spirou Magaziiiine ». Le rédactionnel est renouvelé, mais manque de place pour émerger dans un journal qui contient trente-six planches de bandes dessinées par numéro. Plusieurs rubriques récurrentes sont publiées sur des sujets spécifiques, comme les animaux domestiques, l'écologie ou encore la cuisine, ainsi que de fausses informations traitées sur un ton humoristique. Le rédactionnel est souvent animé par le personnage de Spirou qui donne une unité graphique au journal. En parallèle, pour compléter l'animation, sont lancées plusieurs petites séries comme Le Trou du souffleur (no 2565) ou Le Débloque-note à Duhon (no 2637). Le retour de Gaston, après la fin de la dépression d'André Franquin, contribue à recréer un lien avec le lecteur, malgré des gags publiés au compte-goutte. Néanmoins, la série arrive toujours sur le podium lors des référendums et le rédacteur en chef s'appuie dessus en publiant de nouveau En direct de la rédaction et Mais si on danse ?. Il réutilise aussi d'anciens dessins d'André Franquin avec Un monstre par semaine et Les Tifous. Des suppléments sont publiés, comme Le Monde de Gaston en 3D, un bricolage étalé sur quinze numéros qui permet de reconstituer le monde de Gaston. L'ambiance, dans les pages du journal, est partagée entre le rétro avec Gaston et le plus récent avec les nouveaux rédactionnels, aussi l'animation manque-t-elle globalement de cohérence.
Parmi les numéros spéciaux, ceux sur les campagnes anti-tabac organisées en 1989, 1990 et 1991 sont les plus marquants, et le journal est récompensé par l'Organisation mondiale de la santé. Plusieurs numéros sont consacrés à l'émission de télévision Merci Gaston !, animée par des acteurs affublés de costume en latex tirés de la série Gaston. Les nouveautés ne sont pratiquement que des séries humoristiques : Les Galaxiens, issus de la série Le Scrameustache ; Victor (no 2601), qui permet au jeune Zep de débuter dans le métier ; Les Tacozip de Luc Cromheecke (no 2622) ; Le Concombre masqué de Nikita Mandryka, série parue auparavant dans plusieurs journaux de bandes dessinées, et publiée à partir du no 2672 ; Passe-moi l'ciel de Stuf et Janry (no 2719), série tirée de la page des Jeux d'enfer ; Les Zappeurs de Serge Ernst (no 2765) ; Garage Isidore de Olis et François Gilson (no 2771), planches d'abord publiées sous forme de strips ; Les Psy de Bédu et Taxi Girl de Laudec dans le no 2803, séries scénarisées par Cauvin ; Mélusine de Clarke et Gilson (no 2843) et Les Paparazzi de Mazel et Cauvin (no 2875). Dans le no 2890 est créée une rubrique de jeux vidéo Pas de Joystick pour Kid Paddle ; le personnage qui l'anime sort rapidement du cadre de la rubrique pour avoir sa propre série, Kid Paddle par Midam.

#### Réinvention permanente

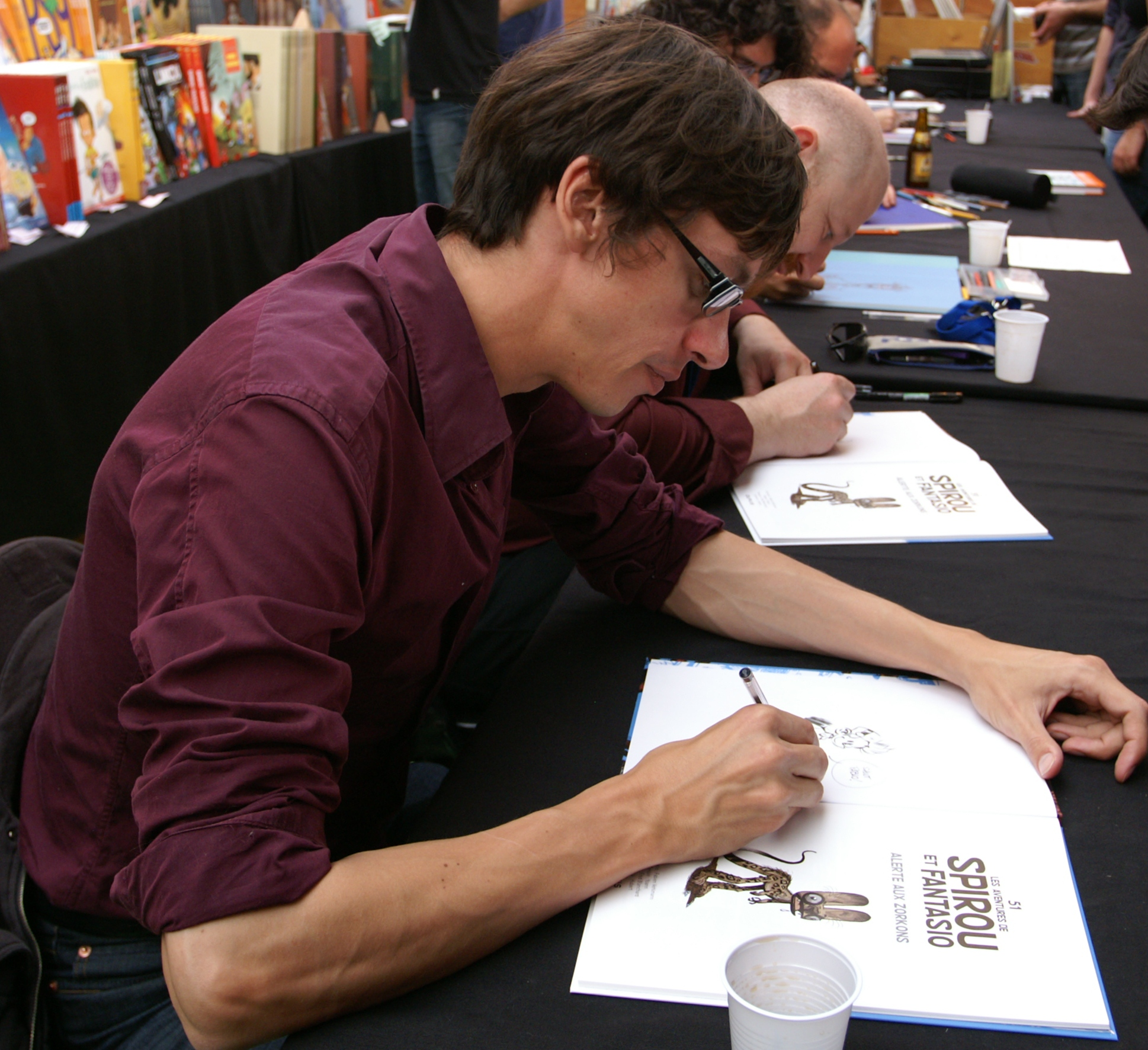
Fabien Vehlmann (ici en 2010), l'un des membres de l'équipe d'animation montée par Thierry Tinlot.

En 1993, Patrick Pinchart prend la tête du service multimédia des éditions Dupuis. Il est remplacé au poste de rédacteur en chef par Thierry Tinlot qui présentait une émission de radio sur la RTBF. Il a pour idée de faire de Spirou un Mad pour enfants, avec une maquette renouvelée chaque semaine. Sa première décision est de supprimer le rédactionnel de son prédécesseur et de nommer une équipe d'animation composée de Zidrou, Jean-Louis Janssens, Fabien Vehlmann et Jean-Michel Thiriet pour l'accompagner dans ses projets délirants. Ayant plus de liberté que les rédacteurs en chef précédents, Thierry Tinlot a à cœur de refaire de Spirou un découvreur de talents. Il récupère aussi le personnage du Boss apparu dans Le Gang Mazda, pour animer le journal. Dans le même temps, le personnage de Spirou devient de plus en plus rare. À partir du no 2909, le format change, le titre redevient simplement « Spirou », avec les trois premières lettres en blanc sur fond noir et les autres en noir. La couverture est composée d'un dessin et d'une vague rouge sur le côté. À partir de 1994, est lancé un « Nouveau Club Spirou » pour promouvoir les albums et le marchandisage Dupuis, puis le « Club Spip » pour les plus jeunes. L'année suivante, sont lancés plusieurs albums-jeux hors-série de 196 pages vendus en librairie et composés de matériel déjà publié dans Spirou.
La première animation commence dans le no 2921, avec une grève des coloristes. Pour crédibiliser l'idée, des titres sont gribouillés et des planches (des Femmes en blanc) sont publiées en noir et blanc ou bariolées de taches de couleur. Elle est suivie à partir du no 2959 par « la Malédiction de la page 13 », qui fait croire aux lecteurs que la page treize est maudite et doit être supprimée pour être remplacée par une page « douze bis ». Des suppléments de quelques pages sur un thème spécifique sont publiés avec des titres comme Pognon Mag ou L'Écho des Malades. En 1995, sort le no 3000 accompagné d'un CD qui sert de bande sonore aux séries et suppléments sonores (comme des fausses pubs ou des chansons) parus dans le numéro. Dans le no 3015, les dessinateurs échangent leurs séries. Au début de l'année 1996, commence « l'Affaire Cauvin », une animation qui fait de Raoul Cauvin le grand boss fictif du journal par une sorte de coup d'État, allant jusqu'à renommer le journal « Cauvin » pour quelques numéros et ne publier que des séries scénarisées par lui-même. Raoul Cauvin reçoit d'ailleurs de véritables lettres de menace de la part de lecteurs pour cette prise de pouvoir. C'est ensuite le supplément Le Nain de jardin qui est publié à partir du no 3039 et dans les neuf numéros suivants. Il est considéré comme une sorte de petit-fils du Trombone illustré. Dans le no 3058, est mis au point la Spirouvision, système pour voir les bandes dessinées en 3D à l'aide de lunettes fournies.
Plusieurs nouvelles séries sont publiées : Cactus Club de Philippe Bercovici et François Gilson (no 2926) ; Les Crannibales de Jean-Claude Fournier et Zidrou (no 3008) ; Les Dragz par O'Groj et Corcal (no 3051) ; Puddingham Palace par Isa (no 3105) ; Pedro le Coati de Gaudelette et Manu Larcenet (no 3126) ; Green Manor de Fabien Vehlmann et Denis Bodart (no 3161), Sac à puces de Carine De Brab (no 3171) ; la série muette Petit Père Noël de Lewis Trondheim et Thierry Robin (no 3214). Certaines ont aussi pour vocation de sensibiliser les jeunes lecteurs à des sujets de société sur le ton de l'humour avec des séries scénarisées par Denis Lapière : Ludo de Pierre Bailly (no 3071) sur les problèmes liés à la mondialisation et Oscar de Christian Durieux (no 3260) sur les sans-abri. Le no 3132, qui fête les soixante ans du journal, est un numéro daté d'avril 2038 qui célèbre les cent ans de l'hebdomadaire en exploitant le thème de l'anticipation. À partir du no 3142, est publié le supplément Castar Magazine. Le no 3183 est entièrement dessiné par Philippe Bercovici, à la suite d'une maladie (inventée par la rédaction), qui aurait touché l'ensemble des dessinateurs du journal. Le no 3221, qui célèbre l'arrivée du nouveau millénaire, est victime d'un bug fictif, dit de l'an 1900, qui fait passer le journal au début du siècle précédent, en parodiant le bug de l'an 2000.

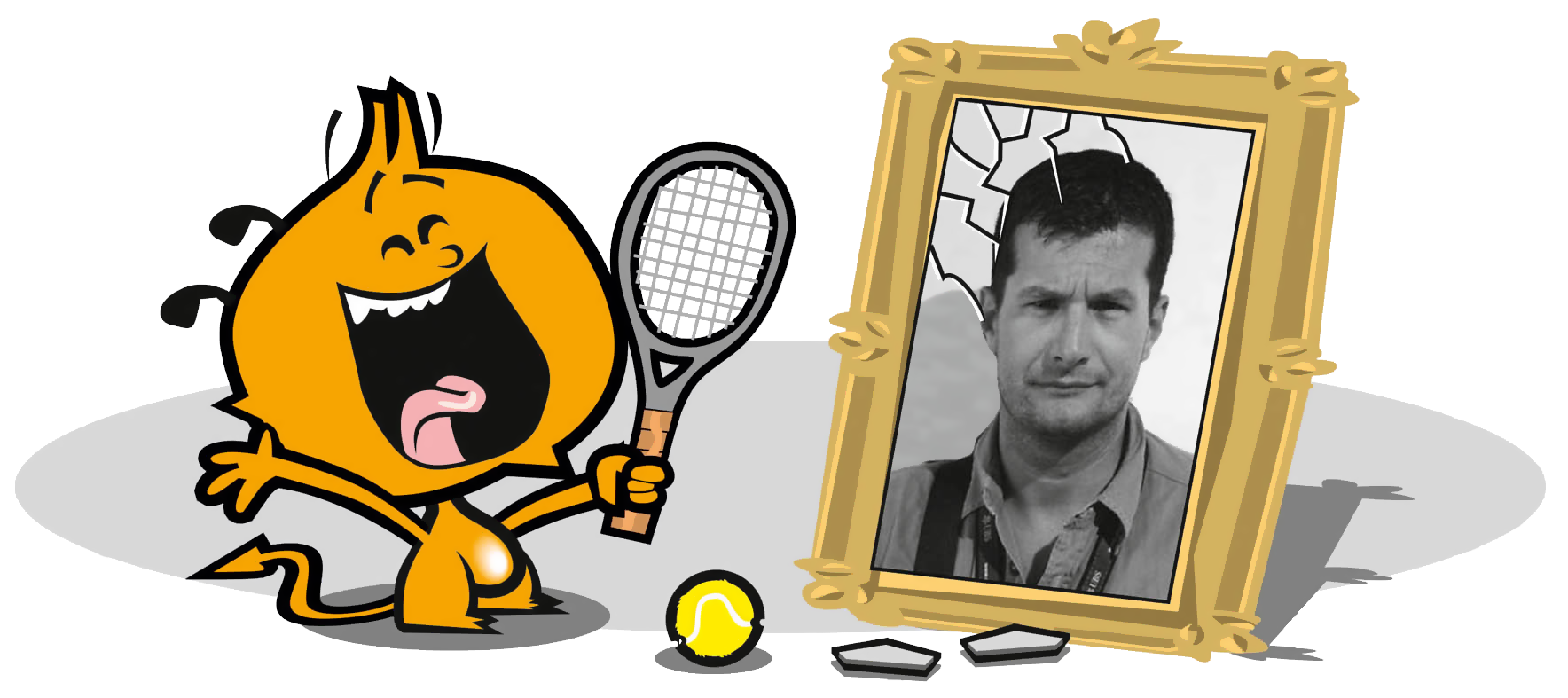
Nelson de Christophe Bertschy, publié à partir du no 3398 (2003).

Durant cette période, Spirou connaît une grosse évolution au niveau des ventes, puisque celles par abonnement dépassent très largement celles en kiosque. Ce changement influence le contenu du journal : il n'est désormais plus nécessaire de faire une belle couverture ou de faire revenir sans arrêt les séries vedettes pour attirer l'acheteur en kiosque. Le supplément papier devient également de moins en moins présent, progressivement remplacé par le site internet du journal, Spirou.com, lancé à partir de septembre 2002, qui permet d'offrir bien plus d'extra, notamment aux abonnés. Les animations se font aussi plus rares, néanmoins à partir du no 3370, la rédaction imagine que Charles Dupuis perd le journal dans une partie de poker contre le propriétaire des cervelas Zoupla. Ce dernier fait de Spirou un support publicitaire où toutes les planches doivent faire référence aux produits qu'il vend. Avec le no 3437, est offert aux abonnés un supplément de quarante-huit planches au format de 5 × 7 cm appelé RikikiSpirou.
De nouvelles séries apparaissent : le polar La Clé du mystère de Alain Sikorski et Denis Lapière (no 3231) ; Violine de Fabrice Tarrin et Tronchet (no 3282) ; Tamara de Darasse et Zidrou (no 3317) ; Parker et Badger de Marc Cuadrado (no 3327) ; dans ce même numéro est intégré un épisode de la série Aria de Michel Weyland qui a notamment été publiée auparavant dans le journal Tintin. S'y ajoutent la série fantastique Les Démons d'Alexia de Benoît Ers et Dugomier (no 3368), celle en une planche Game Over de Midam (no 3380), un dérivé de Kid Paddle, ou encore Nelson le strip de Christophe Bertschy (no 3398).

### Une formule à trouver (depuis 2004)

#### Chamboulement permanent

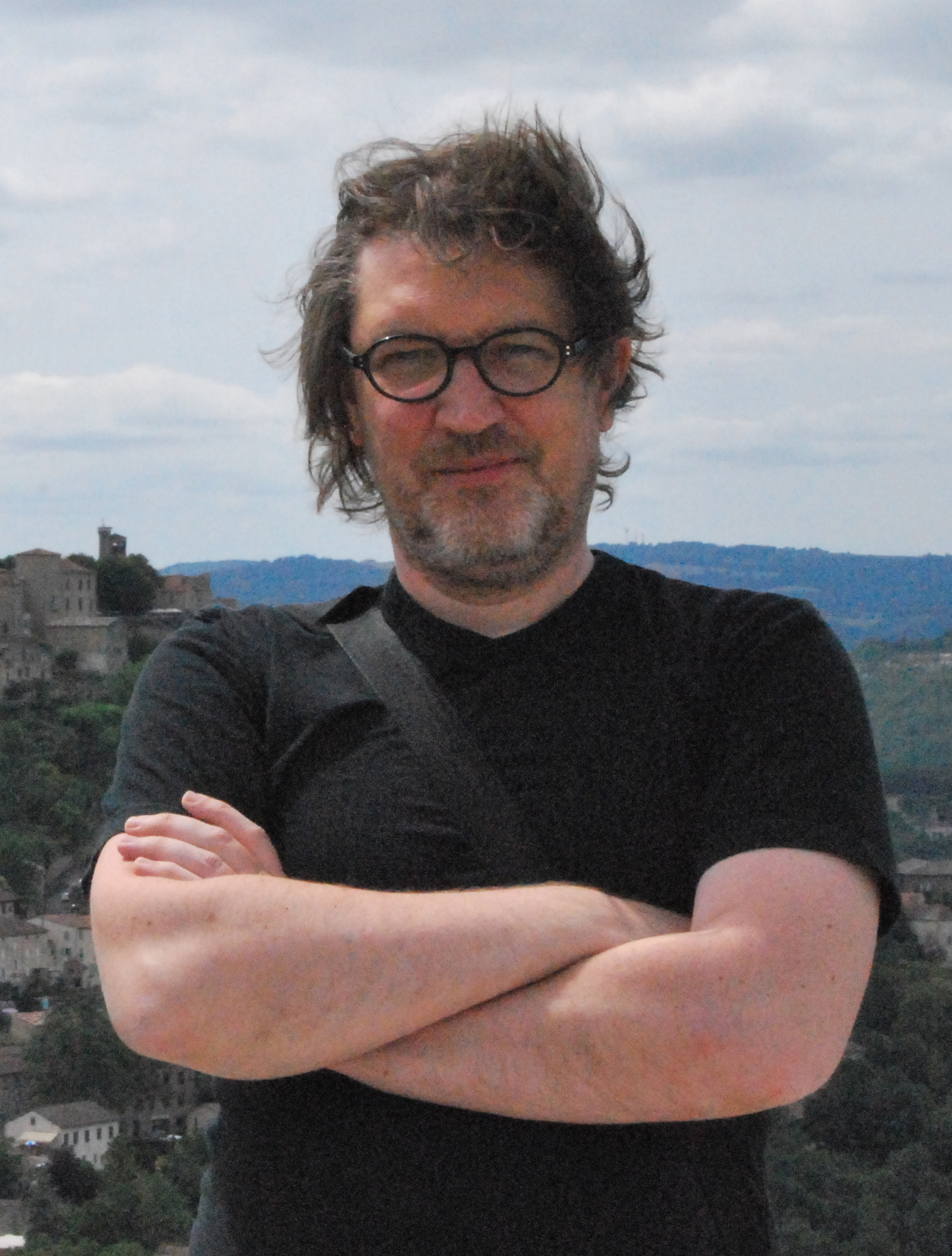
Benoît Feroumont (ici en 2012), l'auteur de la série Le Royaume, l'une des séries qui émergent lors de cette période.

En avril 2004, avec le no 3446, Thierry Tinlot lance une nouvelle formule de Spirou sur laquelle il travaille avec son équipe depuis un an. Il met en place une nouvelle maquette, alors que jusque-là il plaidait pour une absence de maquette dans l'hebdomadaire. Elle est marquée par le grand retour après six ans d'absence de Spirou et Fantasio avec Jean-David Morvan pour le scénario et José Luis Munuera au dessin. De plus, pour permettre une présence quasi permanente de la série vedette dans les pages du journal, il est décidé de confier à différentes équipes le soin de produire une histoire dans une collection parallèle entre deux histoires du duo officiel. La nouvelle formule met en avant un rédactionnel structuré et de nouvelles séries. La couverture change en mettant en avant les séries présentes dans le numéro. Mais au mois de juin 2004, un coup de théâtre intervient avec le rachat des éditions Dupuis par le groupe Média participations, qui possède déjà Le Lombard et Dargaud, jusque-là principaux rivaux commerciaux de la maison d'édition de Marcinelle.

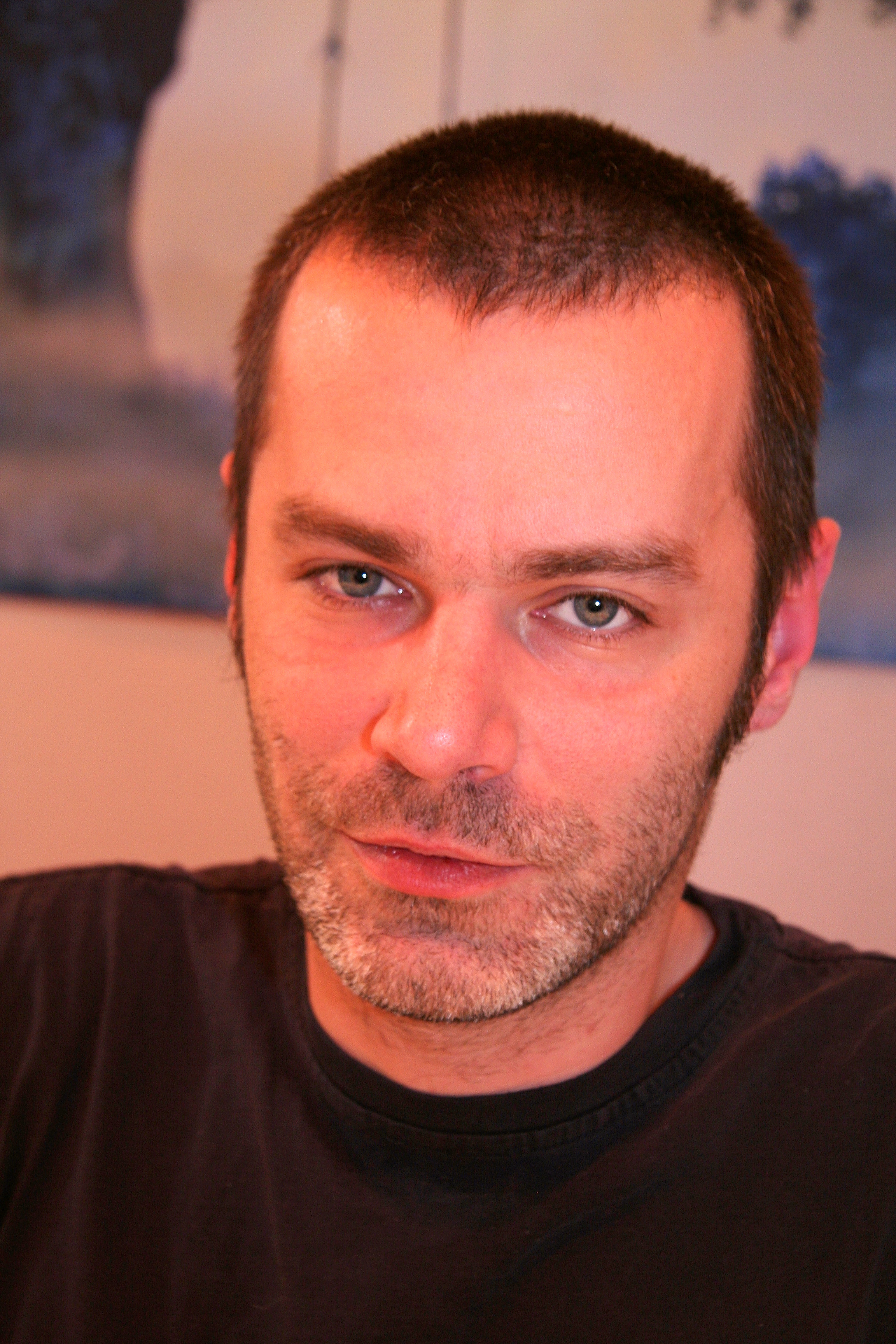
Libon (ici en 2008), le dessinateur de Jacques et Animal Lecteur.

À la suite de ce rachat, Thierry Tinlot décide de quitter son poste de rédacteur en chef, n'étant plus sûr du succès de sa nouvelle formule, pour prendre la tête du journal Fluide glacial. Ce rachat provoque aussi divers malaises au sein de la maison d'édition et de la rédaction qui souhaitent garder leur spécificité artistique et contractuelle. Thierry Tinlot est remplacé provisoirement par Julien Brasseur, chargé de consolider la nouvelle formule ; en février 2005 Patrick Pinchart reprend la tête de l'hebdomadaire, avec pour mission de penser une nouvelle formule. Il vide au fur et à mesure celle mise en place par Thierry Tinlot. Le rédactionnel s'oriente vers les nouvelles technologies, puis Spirou.com devient accessible à tout le monde à partir du no 3500 et plus seulement aux abonnés. C'est un signe de la nouvelle stratégie de Média participations qui souhaite relancer les ventes en kiosque. À la fin de l'année 2005, c'est Olivier van Vaerenbergh qui prend la tête de la rédaction. Il est chargé de lancer une nouvelle formule, qui parait avec le no 3537 : le journal est renommé « Spirou HeBDo », sa couverture passe en papier glacé, il gagne vingt pages et un nouveau format. Le paquet est mis avec 300 000 exemplaires envoyés dans tous les points de vente de France et de Belgique. Question contenu, la nouvelle formule est marquée par la republication d'anciennes histoires ayant fait les belles heures de l'hebdomadaire comme Lucky Luke ou les Schtroumpfs, afin de les faire découvrir aux jeunes lecteurs, mais leurs graphismes et couleurs à l'ancienne détonnent à côté des séries modernes du journal. Les ventes et les retours sont très mauvais dans les mois qui suivent : 11 000 exemplaires seulement sont vendus dans tous les kiosques de France. L'échec évident de la relance de Spirou entraine le licenciement, après trois histoires, de Jean-David Morvan et de José Luis Munuera, jugés comme ayant raté le renouvellement de la série. Le rédacteur en chef Olivier van Vaerenbergh quitte son poste en novembre 2007, remplacé provisoirement par Serge Honorez, le propre directeur éditorial de chez Dupuis. En avril 2008, Frédéric Niffle est nommé à la tête de la rédaction. Jusque là, il effectuait un travail d'analyse et de réflexion sur les éditions Dupuis, avec comme mission de stabiliser le journal.
Durant ces bouleversements successifs plusieurs séries font leur entrée dans le journal : Jacques de Libon (no 3468), Marzi de Marzena Sowa et Sylvain Savoia (no 3480), Antarctique Nord d'Olivier Goka (no 3483), Givrés ! de Bruno Madaule (no 3500), Les Nombrils de Dubuc et Delaf (no 3501), Seuls de Fabien Vehlmann et Bruno Gazzotti (no 3534), Ingmar de Hervé Bourhis
et Rudy Spiessert (no 3535), Animal Lecteur de Sergio Salma et Libon (no 3537), Katz de Ian Dairin (no 3567), Mon pépé est un fantôme de Nicolas Barral et Olivier Taduc (no 3573) ou encore Le Royaume de Benoît Feroumont (no 3656). D'autre part, le journal renoue avec les suppléments papiers comme les posters. Du no 3560 au no 3567, l'hebdomadaire contient des cahiers centraux sur la bande dessinée étrangère: Espagne (Mister K) orchestré par Zidrou, Vietnam (NHOC) orchestré par Karo et Cornette, Argentine (El Pibe) orchestré par Roberto Pazos, Pologne (Sprytek) orchestré par Marzena Sowa et Sylvain Savoia, Québec (Snoreau) orchestré par Delaf et Dubuc, Cameroun (Zam Zam) orchestré par Eric Warnauts et l’équipe de "Trait Noir", Italie (Furetto) orchestré par Salma et Matteo, La Flandre (Robbedoes) orchestré par Nix et Johan De Moor ,. Dans le no 3570, est offert le premier et seul Spirou manga intitulé Des valises sous les bras.

#### Stabilité retrouvée

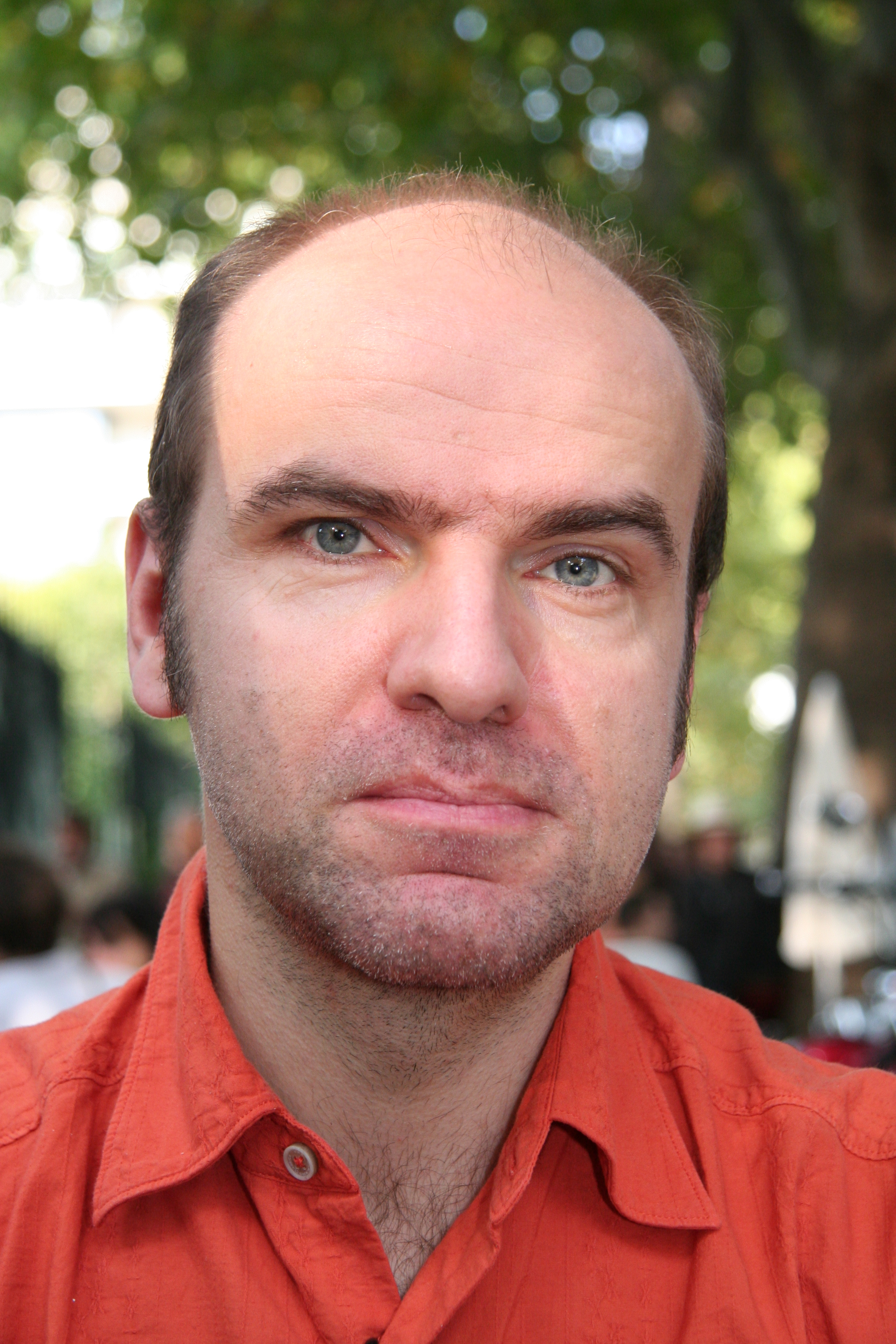
Lewis Trondheim (ici en 2007), l'un des dessinateurs et scénaristes les plus prolifiques de cette période.

À son arrivée comme rédacteur en chef de Spirou, Frédéric Niffle a pour mission de refonder le journal afin de le stabiliser dans le temps en recréant une nouvelle famille d'auteurs autour de la rédaction. Il profite du no 3653, spécial soixante-dix ans, pour lancer sa nouvelle formule. Le journal reprend le titre simple de « Spirou » avec un logo rétro en couverture. Plusieurs rubriques sont regroupées pour laisser plus de place à la bande dessinée. Il supprime aussi les séries anciennes, préférant raconter l'histoire du journal à travers une rubrique intitulée Les Aventures d'un Journal. Il peut ainsi laisser de la place à des jeunes auteurs débutants pour se faire connaître, en étant publiés dans un journal de référence. À partir du no 3658, les mini-récits sont relancés avec Les Fins du monde de Lewis Trondheim. En 2009, la série Spirou et Fantasio est reprise par deux nouveaux auteurs, Yoann (dessin) et Fabien Vehlmann (scénario), qui avaient déjà produit une histoire quelques années auparavant dans la série parallèle Le Spirou de…. C'est Fabien Vehlmann qui a été sollicité par Dupuis pour produire une aventure de la série vedette, avec la possibilité de choisir le dessinateur de son choix, qui fut Yoann après quelques essais. Désormais, la politique est de se recentrer sur les abonnés, en leur offrant quelque chose presque chaque semaine, ainsi que des cadeaux spéciaux pour ceux qui sont restés abonnés pendant une année. Ainsi, en 2009, est offert un Livre d'Or et en 2011, une histoire inédite de Spirou par soixante-dix-neuf auteurs, intitulée Un cadavre exquis.
Quelques séries émergent comme Zombillénium d'Arthur de Pins (no 3698), La Vie en slip de Steve Baker (no 3707), Sam de Ohm (no 3757), Le Chômeur et sa belle de Jacques Louis (no 3769) ou encore Ralph Azham de Lewis Trondheim (no 3789). L'animation refait naître un lien entre le lecteur et l'intérieur de la rédaction grâce à L'Atelier Mastodonte qui raconte le quotidien d'un atelier de bande dessinée au travers de plusieurs auteurs comme Lewis Trondheim, l'initiateur du projet, Julien Neel, Cyril Pedrosa ou Yoann. En 2013, pour les soixante-quinze ans du journal, sont organisés plusieurs événements en France, en Belgique et en Suisse comme le « Spirou tour ». En avril 2013, est lancé un supplément numérique pour tablette tactile intitulé Spirou.Z. L'année suivante, le journal lance tout au long de l'année plusieurs défis que les lecteurs doivent relever, comme photographier un sosie de Spirou. Le 10 décembre 2014, Spirou fête son no 4000 avec un numéro spécial. Le 16 janvier 2015, sort un numéro hors-série avec cent cinquante auteurs pour défendre la liberté d'expression après l'attentat contre Charlie Hebdo.
Le 1er novembre 2017, Frédéric Niffle cède sa place à son ancien bras-droit, Florence Mixhel, qui devient donc à partir de cette date la nouvelle rédactrice en chef de Spirou. Son premier numéro en tant que rédactrice en chef est le numéro 4157 spécial Noël du 13 décembre 2017. En avril 2018, la rubrique « Les Aventures d'un Journal », présente dans le magazine depuis le numéro 3653 (sorti dix ans plus tôt), s'arrête avec un dernier article écrit par Frédéric Niffle, consacré à La Guerre des sept fontaines de Johan et Pirlouit. La semaine suivante, le numéro 4175 spécial 80 ans paraît. Les séries phares de la période actuelle du journal sont des bandes dessinées comme Louca, Frnck, et plus récemment Imbattable. En janvier 2019, la direction décide de remercier Florence Mixhel après seulement un an, inquiet par la direction générale prise par le journal et le traitement de quelques auteurs historiques de la maison. Frédéric Niffle reprend la direction du journal et crée une nouvelle formule en janvier 2019. Le nouveau rédacteur en chef, Morgan Di Salvia, prend son poste en juin 2019, alors que Frédéric Niffle, devient directeur de publication. Le journal est indirectement affecté par la pandémie de Covid-19 de 2020, mais la rédaction tient à ne pas interrompre la publication (ce qui aurait été une première depuis la seconde guerre mondiale) et réalise Spirou en télétravail. De plus, la crise économique qui suit provoque la faillite de l'imprimeur historique du journal et de son distributeur pour la France, obligeant à des solutions d'urgence.

## Identités du journal

### Titres
Édité initialement avec le titre officiel Le Journal de Spirou, c'est le nom de Spirou qu'il porte ensuite le plus longtemps. En 1988 et 2006, des phases de relance de l'hebdomadaire sont tentées avec les titres, Spirou Magaziiiine (avec quatre « i ») et Spirou HeBDo, sans résultat probant.
| Titre                | Début          | Fin            |
| -------------------- | -------------- | -------------- |
| Le Journal de Spirou | no 1/38 (1938) | no 442 (1946)  |
| Spirou               | no 418 (1946)  | no 2633 (1988) |
| Spirou Magaziiiine   | no 2634 (1988) | no 2908 (1993) |
| Spirou               | no 2909 (1994) | no 3536 (2006) |
| Spirou HeBDo         | no 3537 (2006) | no 3652 (2008) |
| Spirou               | no 3653 (2008) |                |

### Identité visuelle (logo)

no 1/38 au no 35/43
no 2/44 au no 442[N 9]
no 418 au no 454[N 10]
no 455 au no 500
no 501 au no 604
no 605 au no 747
no 748 au no 762
no 763 au no 790
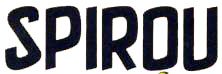
no 791 au no 1182
no 1183 au no 1434
no 1435 au no 1550
no 1551 au no 1756
no 1757 au no 2030
no 2032 au no 2086
no 2087 au no 2329
no 2330 au no 2343
no 2344 au no 2371
no 2372 au no 2633
no 2634 au no 2908
no 2909 au no 3536
no 3537 au no 3652
no 3653 au no 4215
Depuis le no 4216

## Contenus

### Séries

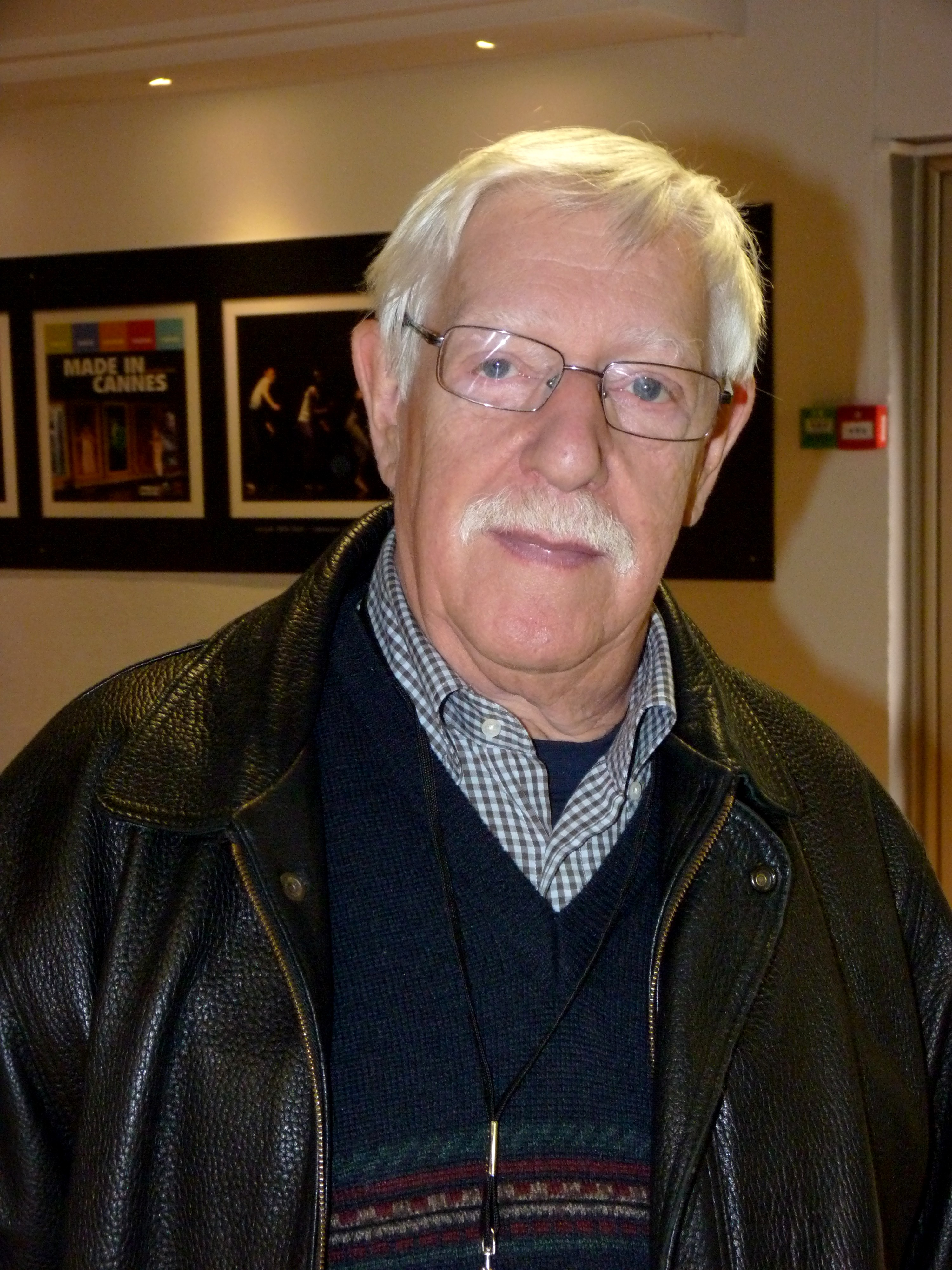
Raoul Cauvin (ici en 2012), le scénariste le plus prolifique de Spirou.

La série vedette est Spirou et Fantasio, dont le personnage principal est Spirou, la mascotte du journal. Le créateur de ce personnage est Rob-Vel, sur demande de Jean Dupuis, qui lui trouve sa profession et son uniforme. Dupuis le rachète en 1943, pour le confier à Jijé, l'homme à tout faire du journal. En 1946, Jijé se détache de la série pour la confier à l'un de ses jeunes élèves, André Franquin. Cela lui pèse tellement d'animer un personnage qu'il n'a pas créé, qu'il l'abandonne à la fin des années 1960. La série est alors confiée au jeune Jean-Claude Fournier, qui se voit retirer le personnage en 1980. Il est ensuite confié à plusieurs équipes en même temps, Nicolas Broca et Raoul Cauvin le temps de trois histoires, Yves Chaland pour une histoire rétro et surtout le duo Tome et Janry qui va l'animer pendant dix-huit ans et créer une série humoristique sur la jeunesse du héros intitulée Le Petit Spirou. Après six ans d'absence, la série vedette est de retour dans le journal par Jean-David Morvan et José Luis Munuera. Le duo ne garde la série que durant cinq ans, avant d'être remplacé par Yoann au dessin et Fabien Vehlmann. Dans le même temps, la série est confiée à divers auteurs le temps d'un épisode.

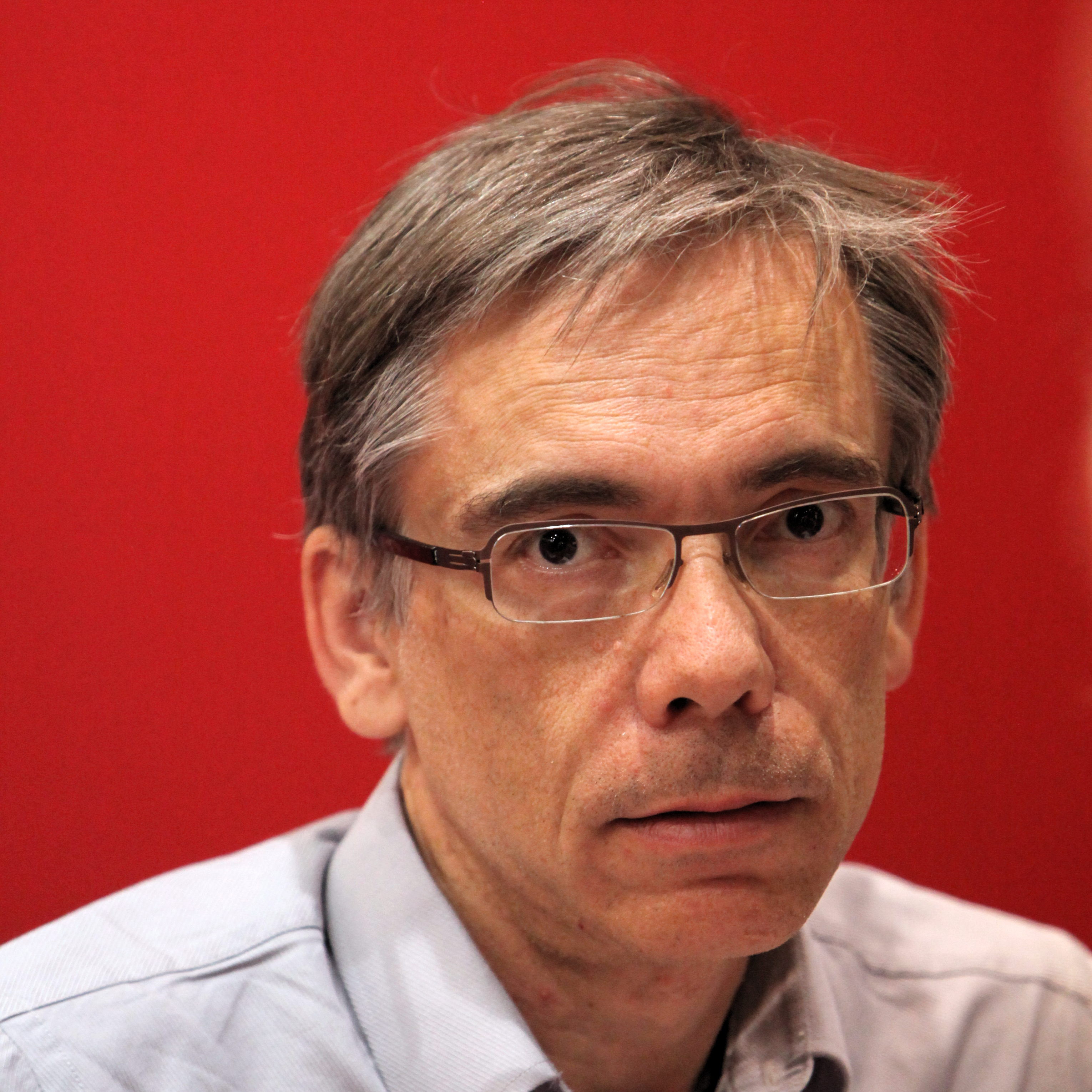
Philippe Bercovici (ici en 2011), dessinateur de nombreuses séries telles que Les Femmes en blanc, Cactus Club ou encore Le Boss.

Les séries d'aventures sont très nombreuses et variées depuis la création de l'hebdomadaire. Outre les séries mettant en scène un héros fort et sans failles comme L'Épervier bleu, Jean Valhardi, Marc Dacier ou Archie Cash ou un duo de héros comme Tif et Tondu ou d'animaux comme Sandy et Hoppy, on trouve une série d'espionnage, Les Aventures d'Attila, puis toutes celles dont le personnage principal n'est pas idéalisé : Broussaille, Jeannette Pointu, Théodore Poussin ; sans compter les séries d'aventures poétiques comme Bizu ou Docteur Poche et les séries d'aventures fantastiques comme Isabelle.

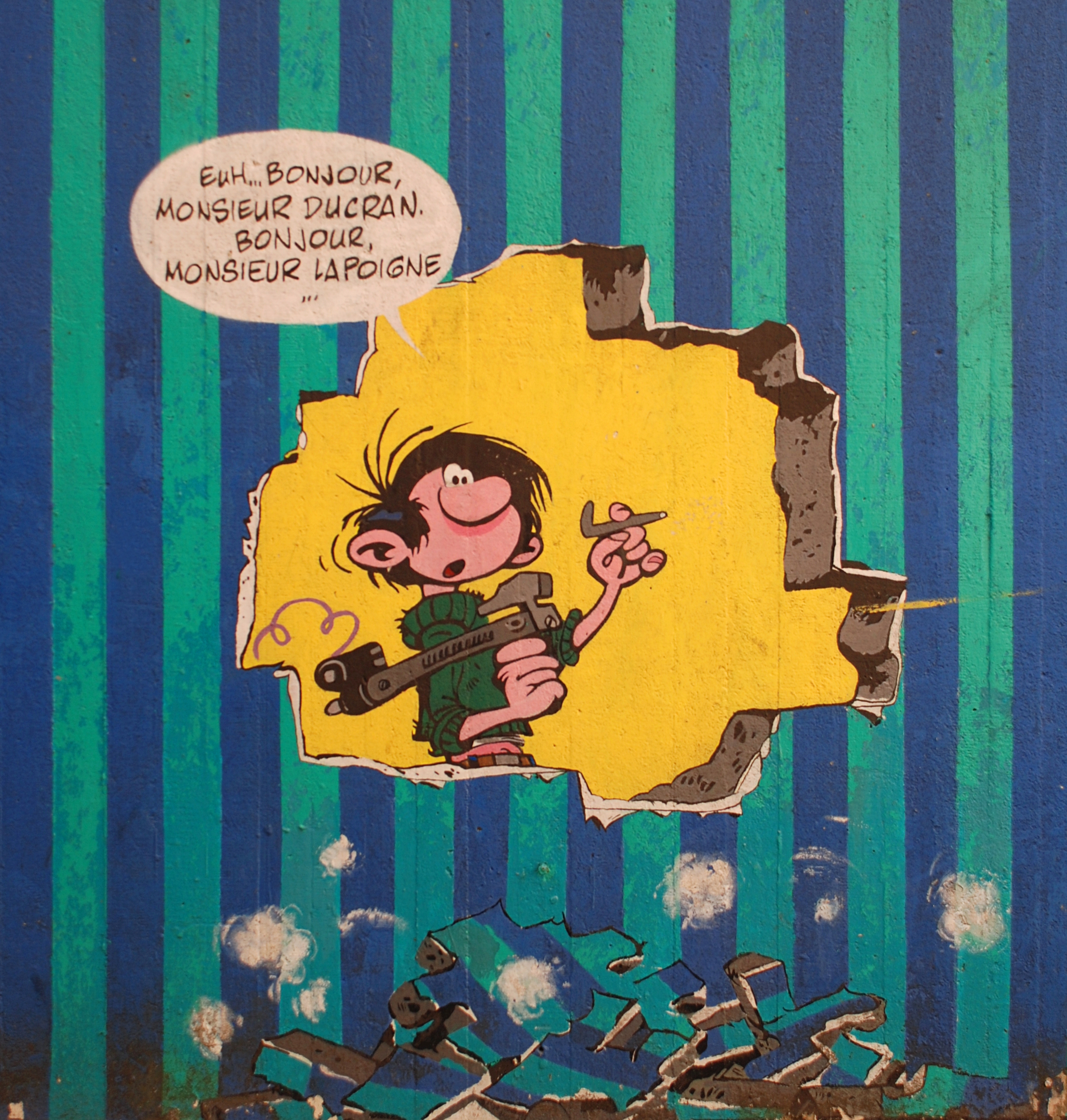
Peinture murale de Gaston Lagaffe dans la rue des Wallons à Louvain-la-Neuve en Belgique.

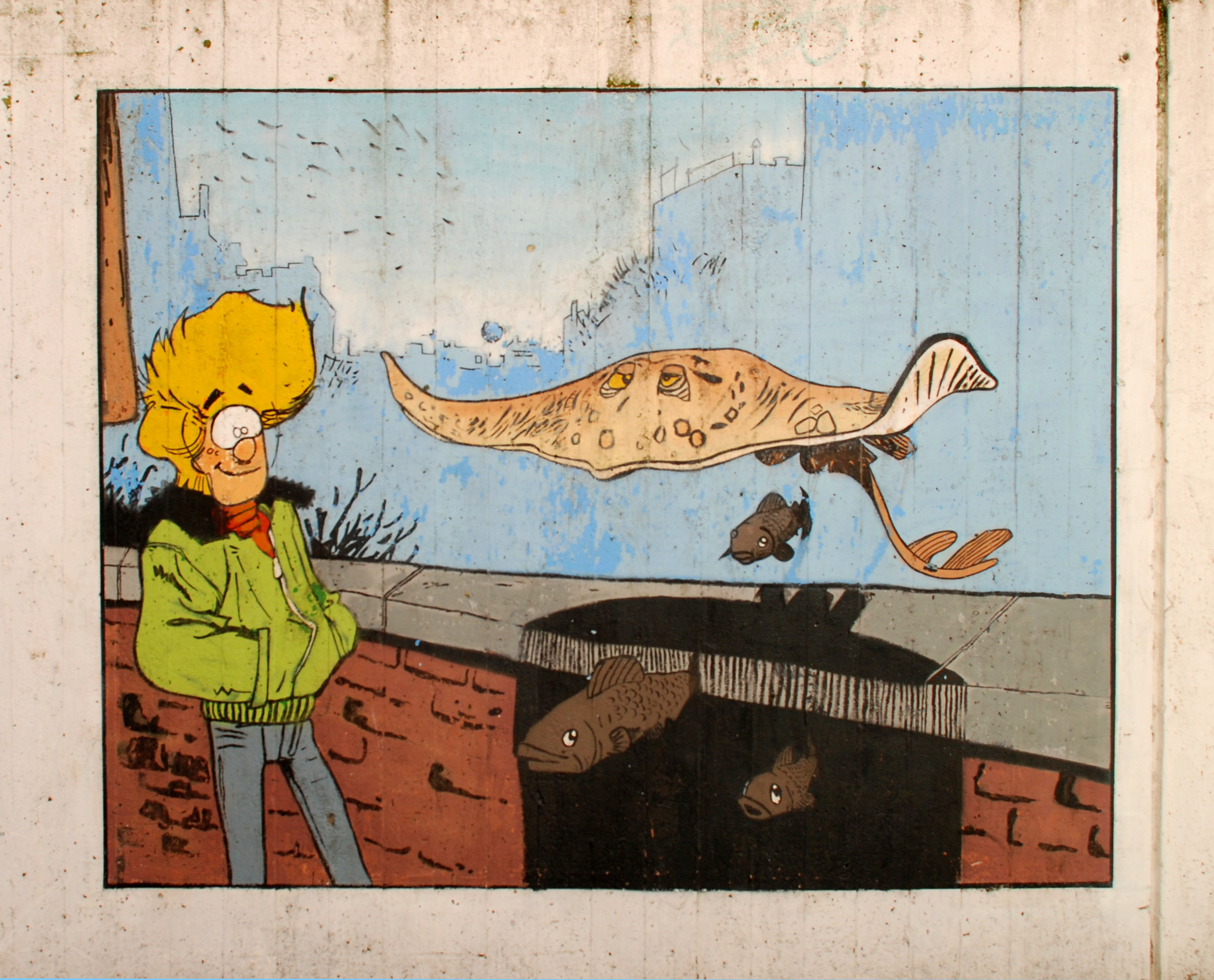
Fresque murale « Baleines publiques » (série Broussaille) à Louvain-la-Neuve.

Spirou ayant toujours été un journal humoristique, il n'est pas rare d'y trouver de nombreuses séries où aventure et humour sont partagés, comme Blondin et Cirage, série apparue auparavant dans la revue Petits Belges ou les séries de Peyo, Johan et Pirlouit, puis Les Schtroumpfs, qui en sont issus, et Benoît Brisefer quelques années plus tard. Relèvent de la même veine la première héroïne du journal, Sophie, le groupe de La Ribambelle, Les Petits Hommes, Les Krostons, la souris Sibylline qui parodie notre société, l'hôtesse de l'air Natacha, Sammy qui évolue dans le Chicago des années 1930, Jojo et Billy the Cat, petit garçon changé en chat.
Dans les séries humoristiques, il y a celles publiées sous forme d'une planche simple ou d'histoires complètes en plusieurs planches. Les premières séries marquantes complètement centrées sur l'humour apparaissent à la fin des années 1950, avec Boule et Bill, Le Vieux Nick et Barbe-Noire (sur la piraterie) ou encore César. Puis dans les années 1960 et 1970 sont créées des séries comme Marc Lebut et son voisin (connue aussi sous le nom de La Ford-T), Foufi ou Germain et nous…. Au milieu des années 1980, une nouvelle génération de séries humoristiques voit le jour avec Aristote et ses potes, Les Motards, Toupet, Passe-moi l'ciel, Garage Isidore et Mélusine, et celles centrées sur les nouvelles technologies : Zapping Génération (anciennement Les Zappeurs) et Kid Paddle. Raoul Cauvin est un grand artisan de ces séries puisqu'il en scénarise un grand nombre, en particulier L'Agent 212, Cupidon, Cédric ainsi que les séries humoristiques sur les professions comme Les Femmes en blanc. Pierre Tombal ou encore Les Psy. Dans les séries humoristiques, il y a aussi celles issues des mini-récits, qui en sortent pour connaitre une grande carrière dans les pages régulières comme Bobo, Le Flagada, Génial Olivier ou Sam et l'Ours.
Certaines séries d'aventures sont très centrées sur une thématique ou un genre précis : la science-fiction avec Yoko Tsuno ou Le Scrameustache ; le sentimentalisme avec Bidouille et Violette ; le scoutisme avec La Patrouille des Castors ; le roman policier avec Gil Jourdan, suite de la série Félix qui est publiée dans les années 1970 dans Spirou, 421 ou encore Jérôme K. Jérôme Bloche ; le western, représenté en premier par la série américaine Red Ryder, remplacée dans les années 1950 par Jerry Spring, parce que jugée trop molle, avant la parution de la série plus humoristique Lucky Luke. Après le départ de Morris et Jijé pour la concurrence à la fin des années 1960, c'est la série Les Tuniques bleues qui est créée pour devenir le western du journal.
La famille Dupuis, toujours soucieuse de l'éducation des jeunes, fait publier dès les débuts du journal des séries historiques et éducatives comme Les Aventures de Buck Danny, Les Belles Histoires de l'Oncle Paul, illustrées par des dessinateurs débutants sur des scénarios entre autres d'Octave Joly, Les Timour, histoire d'une famille à travers les âges, Papyrus qui se passe dans l'Égypte antique, Kogaratsu qui se déroule dans le Japon médiéval.
De nombreuses séries sont publiées dans le but d'animer le journal ou de faire un lien avec le lecteur. La série Gaston est la plus connue et représente le journal pendant des années. Dans les années 1990 et 2000, c'est Le Boss qui reprend ce rôle. Des séries racontent le quotidien d'un auteur ou d'un groupe d'auteurs de bandes dessinées comme Pauvre Lampil, Le Gang Mazda ou L'Atelier Mastodonte illustré, à tour de rôle, par les dessinateurs qui l'animent. D'autres, comme L'Homme aux phylactères, présentent les déboires d'un personnage de bande dessinée ou communiquent directement avec le lecteur comme L'Élan ou Le Trou du souffleur.

### Rédactionnels

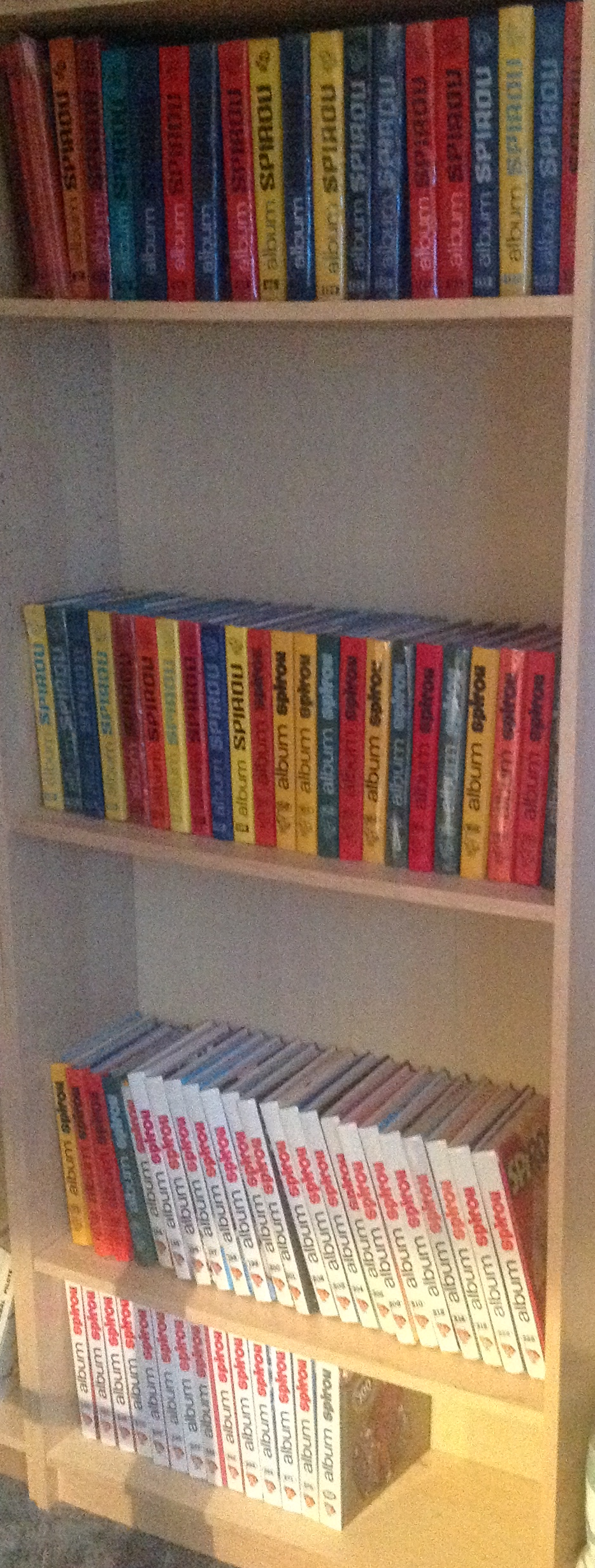
Bibliothèque de recueils de Spirou de différentes époques.

Dès ses débuts, dans un souci éducatif, le journal comporte de nombreux rédactionnels. Ils sont écrits par Jean Doisy, qui occupe le poste non officiel de rédacteur en chef et s'articulent souvent autour des clubs Amis de Spirou et Club Spirou aviation. Avec Le Fureteur vous dira, il communique directement avec les lecteurs, notamment pendant la guerre, sous le pseudonyme de Fantasio sous lequel il écrit de nombreux textes humoristiques. Très rapidement, une rubrique courrier des lecteurs est mise en place, ainsi que quelques jeux, comme des mots croisés, des rébus ou des messages secrets que seuls les membres des Amis de Spirou peuvent lire grâce à un code secret. Pour les membres du Club Spirou aviation, est créée, quelques mois après le lancement du journal, une rubrique aviation.
Après la guerre, le rédactionnel évolue doucement en s'ouvrant notamment aux lecteurs français et moins spécifiquement aux membres des clubs ; ainsi Le Fureteur s'ouvre à l'international. La « chronique auto » débute réellement en 1950 avec Spirou auto, avant de devenir Starter. La rubrique « sport » devient une rubrique plus axée sur les événements locaux que sur le sport en général. Une rubrique « science » parait sous le titre Spirou sciences. Fin 1952, Eddy Paape créé Le Coin des dégourdis, page de jeux animée par les jeunes scouts Geai et Mowgli.
L'arrivée d'Yvan Delporte au poste de rédacteur en chef bouleverse le rédactionnel du journal. Wim Dannau s'occupe de la rubrique aéronautique et Jean Corhumel d'une rubrique intitulée Sept jours de la vie du Monde qui compile des brèves d'information sur le ton de l'humour. Une rubrique titrée Les Nouvelles du monde entier, permet de publier des reportages et photographies de lecteurs. Les romans disparaissent à la fin des années 1950, remplacés par une rubrique animalière animée par René Hausman, qui évolue par la suite vers les planches didactiques de Saki et Zunie. Les séries les plus populaires sont déclinées en chroniques ; dans En direct de la rédaction Gaston illustre des gags publiés sous forme de textes illustrés, L'Avis de chien de Bill (Boule et Bill) raconte avec humour la vie quotidienne d'un chien et les Schtroumpfs animent Les Contes du Grand Schtroumpf. Plusieurs rubriques sur les nouvelles du Monde se succèdent, comme Le Télégraphe, illustré par l'équipe du bureau de dessin. Morris lance la rubrique Neuvième Art, sur les séries de bandes dessinées marquantes. Le journal organise aussi des concours complètement farfelus, comme celui de faire fabriquer un gaffophone par les lecteurs, avec la voiture de Gaston Lagaffe comme premier prix.
Avec l'arrivée de Thierry Martens, au début des années 1970, les rubriques s'ouvrent à la participation des lecteurs. Apparaissent des concours, des référendums, de nombreuses rubriques sur le courrier des lecteurs, ainsi que des rubriques ouvertes comme La Cuisine est à vous ou Carte blanche qui permet à des auteurs confirmés d'essayer de nouvelles séries ou à des jeunes de débuter. Une rubrique « nature » est créée sous le titre Nature-Jeunesse. André-Paul Duchâteau et Christian Denayer créent la rubrique policière L'Inspecteur Spirou. Gérald Frydman réalise des récits-photos mettant en scène les auteurs du journal. C'est à cette époque que le sommaire devient régulier et présent à chaque numéro.
Le début des années 1980 est marqué par Les Hauts de page de Yann et Conrad qui n'hésitent pas à s'en prendre, avec un humour grinçant, aux séries, auteurs, ainsi qu'à la direction du journal, ce qui provoque pas mal de divisions au sein de la rédaction. Avec l'arrivée de Patrick Pinchart, le rédactionnel est complètement modifié. Il crée des rubriques pour le courrier des lecteurs, sur les infos autour de la bande dessinée, les animaux domestiques (Docteur Spip), l'écologie, la cuisine (Mets et gourmets), le cinéma, les aspects insolites de la Communauté européenne, plusieurs rubriques de jeux, ainsi que des chroniques sur de fausses informations humoristiques comme Débiles annonces ou Le saviez-fou ?.
Lorsqu'il devient rédacteur en chef, Thierry Tinlot commence par supprimer l'ensemble du rédactionnel de son prédécesseur qu'il trouve peu divertissant et sans intérêt. Pour son Spirou, il ne veut pas de maquette ; les rubriques rédactionnelles sont remplacées par des animations ponctuelles qu'il appelle « Rédactionnel illustré ». Une rubrique néanmoins est récurrente, La Balise à cartoons, qui publie des strips, dessins ou photos humoristiques. En 2004, il met en place une nouvelle formule de Spirou avec du rédactionnel structuré ainsi que de nouvelles rubriques, mais il quitte rapidement le journal et les formules se succèdent. Le rédactionnel s'oriente notamment sur le multimédia. Il faut attendre l'arrivée de Frédéric Niffle, pour qu'il se stabilise avec, entre autres, Les Aventures d'un journal qui raconte l'histoire de l'hebdomadaire.

### Suppléments

#### Cadeaux
Au début, les seuls cadeaux sont les calendriers illustrés offerts presque chaque année depuis 1940 et jusqu'en 1969, où ils deviennent de plus en plus rares. Les suppléments de cette époque sont surtout des documents relatifs à la communication des différents clubs. Dans les années 1950, sont lancés les points Spirou qui permettent de gagner des cadeaux divers. Avec Yvan Delporte et la disparition progressive des clubs, de nouveaux suppléments sont offerts dans le journal. Outre les nombreuses cartes postales, les suppléments les plus étonnants sont des gadgets de Gaston et Lucky Luke, comme le ballon de baudruche en forme de tête de Gaston Lagaffe. Morris offre énormément de suppléments animés une fois montés, comme le Polypapyrotachytrope qui est un véritable petit dessin animé. Plusieurs jeux de société et cartes aux couleurs des héros du journal sont offerts régulièrement.
Le premier poster est offert dans le no 1198 spécial Pâques. Il met en scène Spirou et Benoît Brisefer au recto et une bande dessinée de Maurice Rosy et Paul Deliège au verso. Dans les mois qui suivent, quelques posters sont offerts comme celui des cent Schtroumpfs, mais ce n'est qu'à partir du no 1577 qu'ils sont offerts régulièrement. Les posters psychédéliques sont une des marques de l'ère Thierry Martens. Dans un souci éducatif en direction des jeunes lecteurs, sont insérées de 1967 à 1976 des fiches à collectionner ou des maxi-vignettes. On constate que les numéros spéciaux se vendent mieux que les numéros classiques, les collectionneurs de reliures les achetant pour les suppléments qui ne sont pas repris dans les albums reliés du journal. Pour contrer Pif Gadget et son cadeau hebdomadaire, la rédaction offre tout au long des années 1970 des suppléments « bricolage » comme le Ciné Spirou, le Marsubilboquet, un pèse-lettre Marsupilami et même, dans le no 1973, un disque 45 tours des Schtroumpfs qui reprend des extraits musicaux du film La Flûte à six schtroumpfs, mais cette idée se révèle être un gouffre financier.
Dans les années 1980, les posters disparaissent peu à peu. Les posters géants en trois parties sont privilégiés sous l'ère Philippe Vandooren. Les bricolages deviennent rares, malgré quelques marquants comme le village de Champignac à construire où le petit monde de Gaston en 3D. Pour ses cinquante ans, le journal offre un grand jeu Spirou-Pursuit avec près de 1 200 questions, puis par la suite des jeux centrés sur les héros du journal. Avec Thierry Tinlot, les gadgets deviennent très rares mais sont spectaculaires comme le CD offert avec le no 3000 qui permet de « lire avec les oreilles », ou les lunettes pour voir certaines planches en 3D. Parfois, des cartes postales ou des autocollants sont offerts, ainsi que des calendriers certaines années. Dans les années 2000, les suppléments sont remplacés par des versions numériques sur Spirou.com, hormis quelques posters. À partir de 2007, les autocollants et des calendriers reviennent de temps en temps, ainsi que quelques suppléments originaux comme les Paper-Toys qui permettent de réaliser facilement les personnages du journal en 3D.

#### Suppléments bandes dessinées
Les premiers suppléments bandes dessinées sont des mini-romans comme On a volé les plans de la V2. Dans les années 1950, des feuillets sont glissés dans divers numéros du journal dont le plus fameux est le Spirou de Poche. À l'occasion du no 1000, le journal offre pour la première fois deux mini-récits en bande dessinée de seize pages à monter soi-même. Mais ce n'est que deux ans plus tard que les mini-récits deviennent réguliers dans les pages de l'hebdomadaire, avec Les Schtroumpfs noirs, la première aventure solo des Schtroumpfs, les premières planches de Petit Noël et de Boule et Bill. Ils deviennent pratiquement hebdomadaires avant de régresser à la fin des années 1960 et de disparaître totalement en 1975, après 562 mini-récits. Dans le même temps, sont publiés deux maxi-récits. Dans les années 1960, paraissent aussi les Suppléments Surprises, petits albums sur l'actualité destinés aux lecteurs les plus âgés.
Durant la période Thierry Martens, plusieurs journaux sont offerts en supplément avec Spirou. Le plus marquant est Le Trombone illustré dirigé par André Franquin et Yvan Delporte en 1977. Officiellement indépendant de la rédaction de Spirou, il est destiné à un public plus âgé. Quelques années auparavant, il y eut déjà une tentative de journal indépendant avec Bobo Magazine de Maurice Rosy destiné à un public plus jeune que les lecteurs traditionnels de Spirou. Plus dépendant de la rédaction, il y eut le délirant L'Apache qui Rit considéré comme n'étant compréhensible que par « les personnes ayant un verre dans le nez », Pignouf, reprise d'un fanzine canadien publié pendant une relâche du Trombone illustré ou encore des suppléments ponctuels uniques, réalisés par un groupe d'auteurs pour un seul numéro, comme Le Petit Cauvin illustré par l'équipe des dessinateurs qui gravitent autour de Raoul Cauvin. La page blanche est la hantise des Dupuis qui, à la fin des années 1960, achètent beaucoup d'histoires étrangères qui restent au fond des tiroirs. De qualité très discutable et loin des standards du journal, elles sont offertes comme suppléments dans les années 1970 avec Les Albums à relier.
Dans le no 2173, est offert un album inédit intitulé Bill a disparu réalisé par seize auteurs. Par la suite, Alain De Kuyssche lance une politique de suppléments spéciaux avec Spirou-Pirate et le Correspondant qui réanime le Club Spirou. En 1981, sont lancés des albums de jeux et bandes dessinées de 82 pages, intitulés Spirou-Festival, puis Spirou Albums + qui servent à liquider les surplus de planches non publiables dans les pages régulières du journal. Sous Philippe Vandooren, les mini-récits font partiellement leur retour à partir de 1984, puis à partir de 1987 paraissent de véritables petits livres sur des sujets divers. Le Journal de Gaston est offert avec le no 2560 et en 1986, les carnets de routes de Jeannette Pointu. À l'occasion des cinquante ans du journal en 1988, sont offerts des suppléments détachables, Les Chroniques de Spirou et les Spirou-poche qui sont des petits livres-jeux sur les vedettes du journal. L'ère Thierry Tinlot est surtout marquée par le Rikiki-Spirou, un petit journal de quarante-huit planches de format 5.8 × 7,5 cm. Beaucoup de suppléments de quelques pages offerts au centre du journal servent de « cour de récré » à la rédaction comme Le Nain de Jardin, Chic-Madame, Castar Magazine, une série de six petits albums humoristiques sur des sujets divers, ou encore les albums-jeux. Dans le no 3570 est offert le premier et unique numéro du Spirou manga intitulé Des valises sous les bras. À partir de 2008, les mini-récits font officiellement leur retour dans les pages de l'hebdomadaire, publiés au rythme d'environ un ou deux par trimestre, avec une couverture en papier glacé. Dans les années 2010, la rédaction généralise les suppléments pour les abonnées. Toutes les deux semaines environ, un supplément est offert aux abonnés, comme des stripbook réalisés par des auteurs du journal. De plus, chaque fin d'année, un cadeau est envoyé aux lecteurs étant restés abonnés toute l'année.

## L'«Esprit Spirou»

### L'École de Marcinelle
Le journal Spirou est considéré comme le support qui a donné naissance à l'école de Marcinelle. Il s'agit d'une école graphique marquée par plusieurs caractéristiques : les personnages ont tous de gros nez, ils semblent être en latex et le trait est agité, contrairement à l'école de Bruxelles du concurrent Tintin plus rigide. Celui qui commence à créer le style particulier de Spirou est Jijé, qui maîtrise aussi bien le style réaliste, avec les séries Jerry Spring ou Jean Valhardi, qu'un plus caricatural avec Blondin et Cirage. Jijé se démarque surtout par sa maîtrise du clair-obscur et la netteté de son dessin. Il forme André Franquin, considéré par beaucoup comme le grand artisan de l'école de Marcinelle. S'il tente, au début, d'imiter le style du maître, très vite il trouve sa propre voie en réinterprétant le style de Jijé, avec un dessin où les traits sont dessinés de façon disproportionnée (surtout les gros nez), les contours souples et nets. Le style de Franquin inspire beaucoup d'auteurs, certains avec qui il a travaillé, comme Jean Roba, Will ou encore Jidéhem et d'autres qui s'en inspirent, tels Raymond Macherot ou Peyo. Le journal connait une unité graphique et les jeunes auteurs doivent, pour être publiés, s'inspirer fortement de l'école de Marcinelle. Gos, Walthéry et Derib sont formés par Peyo et copient plus ou moins son style, Lambil et Seron sont considérés comme les successeurs les plus proches du style Spirou. À partir des années 1970, des styles différents entrent chez Spirou sous l'impulsion de Thierry Martens et surtout Charles Dupuis. Désormais, même si le style Franquin reste la base de l'hebdomadaire, chaque rédacteur en chef impulse des nouveautés graphiques. Le Spirou des années 1980 est plus moderne, audacieux et réaliste, alors que le Spirou des années 1990-2000 joue à fond la carte de la caricature.

### Lien particulier avec le lecteur

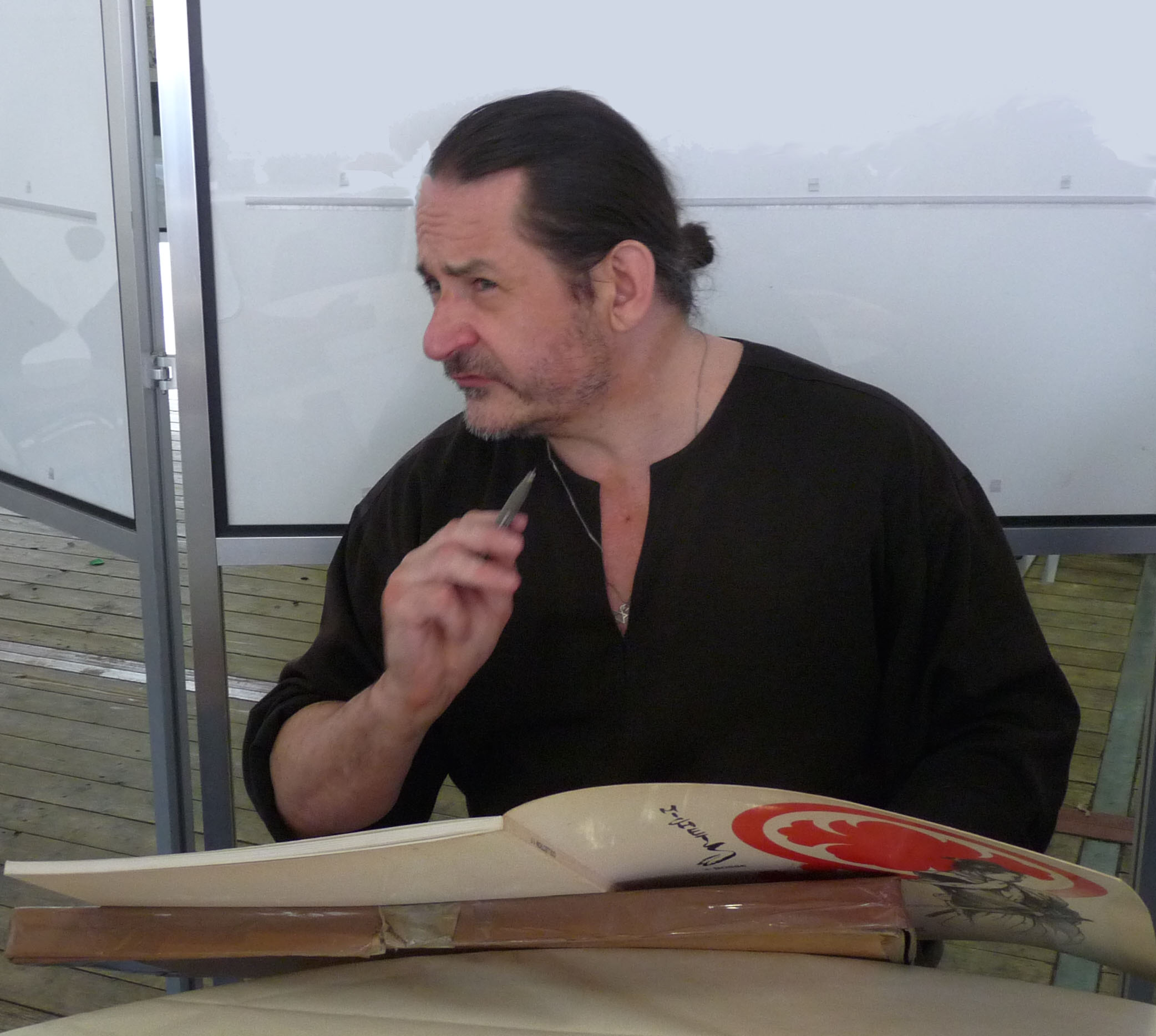
Marc Michetz (ici en 2009), l'un des auteurs mis en scène dans la série Le Gang Mazda.

Spirou entretient un lien spécial avec ses lecteurs en lui narrant ses coulisses. Dès sa création, l'hebdomadaire met en place plusieurs rubriques pour communiquer avec ses lecteurs, ainsi que des clubs (les Amis de Spirou et le Club Spirou aviation) autour desquels l'animation est axée. Pendant l'interdiction de parution du journal durant la guerre, la rédaction communique avec ses lecteurs en envoyant du matériel et des informations aux chefs de sections des différents clubs à travers le pays. Avec le départ en 1948 de Jean Doisy, qui jusque-là occupait le rôle de rédacteur en chef, c'est Charles Dupuis qui reprend l'animation du journal avec l'aide notamment de Jijé et Georges Troisfontaines. Durant cette période, l'éditeur change de cible en tentant de s'implanter sur le marché français et néerlandais. L'animation axée sur les clubs belges s'arrête peu à peu pour laisser place à des rédactionnels plus internationaux, marquant la fin de la première époque de l'animation du journal. Désormais, l'animation passe presque exclusivement par les pages régulières du journal. À plusieurs reprises, les éditions Dupuis tentent de relancer l'idée des clubs Spirou, mais sans qu'ils atteignent le succès des années 1930-1940. D'abord au début des années 1980, avec deux suppléments envoyés aux membres, intitulés Spirou-Pirate et Le Correspondant. Mais c'est en fin de compte un échec qui fait perdre entre 10 000 à 12 000 lecteurs au journal. Nouvelle tentative dans les années 1990, avec le Nouveau Club Spirou, qui permet aux membres de recevoir un supplément La Lettre aux Zabonnés et plusieurs cadeaux et plus tard le Club Spip pour les plus jeunes dont les membres reçoivent régulièrement des colis cadeaux composés d'objet marketing Dupuis. Dans les années 1950-1960, Spirou crée un nouveau contact avec ses lecteurs à travers les activités promotionnelles que sont les jeux de plage, qui ont lieu sur le littoral belge, pour compenser la baisse des ventes du journal durant l'été, et le cirque Spirou, un cirque sponsorisé aux couleurs de Spirou.
En 1939, Jean Doisy crée le personnage de Fantasio pour signer ses chroniques. Fantasio devient l'incarnation du rédacteur du journal en s'adressant directement aux lecteurs. Quelques années plus tard, le personnage est intégré dans les bandes dessinées au côté de Spirou. En 1956, Yvan Delporte s'entoure d'une petite équipe d'auteurs pour créer une émulation entre eux et donner des idées pour le journal. C'est ainsi qu'en 1957, André Franquin propose le personnage de Gaston Lagaffe pour animer les pages du journal. Au fur et à mesure, une rédaction fictive de Spirou se met en place autour du personnage, où s'ancrent par la suite les personnages de Spirou et Fantasio. Ainsi, pour les lecteurs, le journal est fait par les « copains de Gaston » et les véritables rédacteurs de Spirou n'hésitent pas à jouer de cette ambiguïté en plaçant les personnages de Gaston dans les animations pour qu'ils communiquent directement avec les lecteurs. Ils s'inspirent aussi de faits réels comme les histoires de la vache ou du lion qui sont racontées de façon romancée dans les pages de l'hebdomadaire. Le thème de la fausse rédaction pour animer le journal est réutilisé sous l'ère Thierry Tinlot dans les années 1990. Il se met lui-même en scène dans le personnage du Boss qui le caricature et s'entoure d'une rédaction fictive qui incarne désormais l'équipe d'animation du journal. Dans ce cadre, Thierry Tinlot et son équipe offrent des délires aux lecteurs comme un numéro dessiné entièrement par Philippe Bercovici (les autres ayant été atteints d'une maladie imaginaire) ou encore L'Affaire Cauvin qui, pendant plusieurs semaines, détaille la tentative de putsch de Raoul Cauvin pour prendre la tête de Spirou. En 2004, le personnage du Boss laisse progressivement la place au personnage de Spirou qui reprend en main l'animation du journal, avant de s'éclipser définitivement avec le départ de Thierry Tinlot l'année suivante.

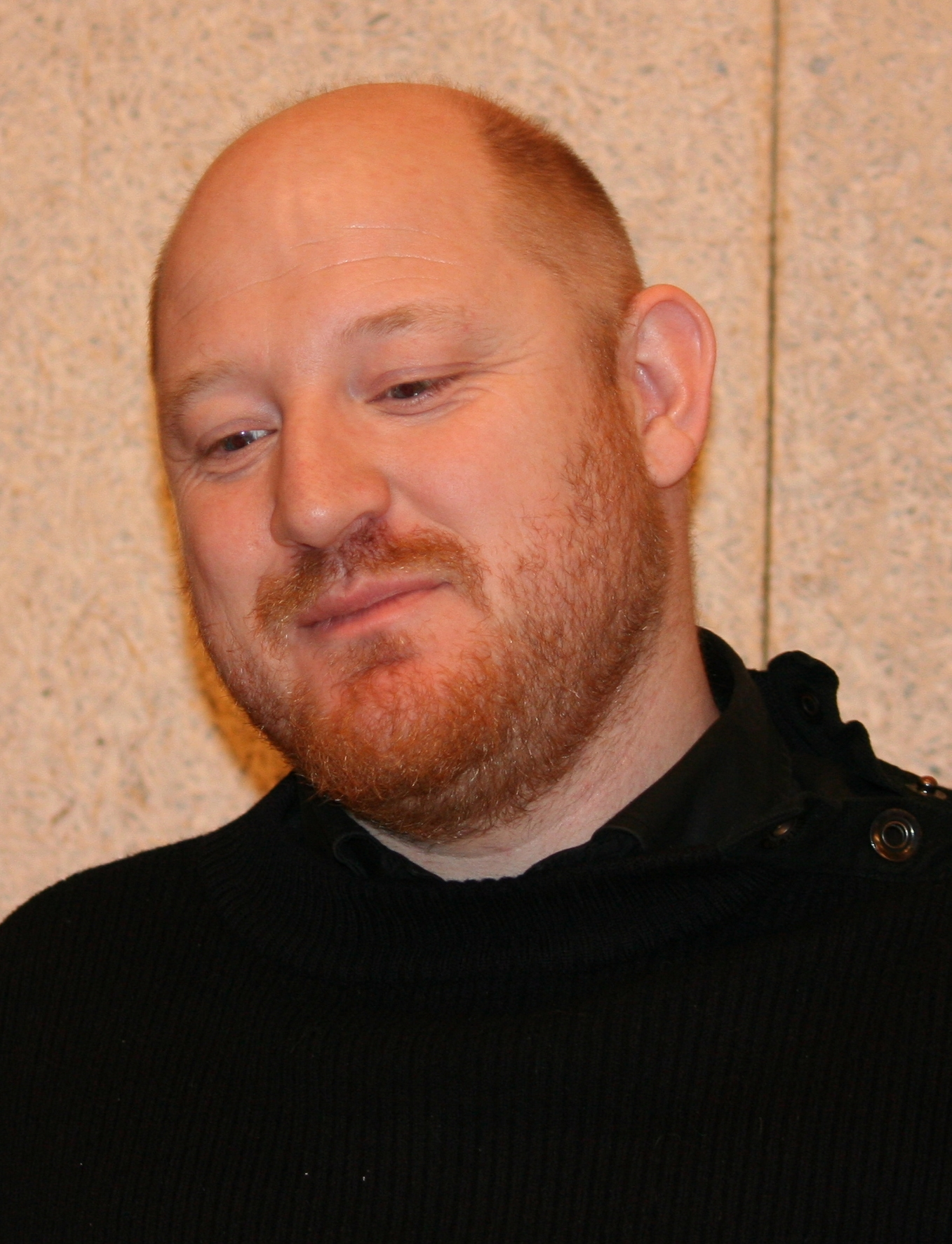
Le dessinateur Yoann (ici en 2009) est régulièrement mis en scène dans la série L'Atelier Mastodonte.

La complicité avec le lecteur ralentit pendant l'époque Thierry Martens, qui préfère miser sur des journaux suppléments dont le plus fameux, Le Trombone illustré, lui est imposé par sa direction. Le Trombone illustré permet de renouer avec la tradition de la fausse rédaction, puisqu'il met en scène la « bande à Gaston » qui anime ce journal pirate dans la cave de la rédaction. Thierry Martens crée néanmoins un nouveau lien avec le lecteur en lançant plusieurs rubriques qui permettent à des amateurs d'être publiés dans les pages de Spirou, dont la plus emblématique est la Carte blanche. Au début des années 1980, Alain De Kuyssche relance le concept en confiant l'animation au trio André Geerts, Frank Pé et Bernard Hislaire, rejoints rapidement par Yann et Didier Conrad. Ces derniers animent Les Hauts de page, qui racontent de manière corrosive les relations internes dans la rédaction en se moquant de certains auteurs de l'hebdomadaire. Pour calmer le jeu, le rédacteur en chef les remplace par une nouvelle animation, L'Élan, de Frank Pé qui reste six ans. Avec la nomination de Patrick Pinchart au poste de rédacteur en chef, lui succède Le Trou du souffleur de Paul Deliège. Les auteurs de la série Spirou et Fantasio participent aussi à l'animation en mettant en scène le personnage de Spirou sur la couverture et dans les rubriques. Néanmoins, bien que les personnages s'adressent directement aux lecteurs, ces derniers n'ont plus l'impression d'être immergés à l'intérieur de la rédaction comme au temps de Gaston Lagaffe (qui paraît néanmoins de temps en temps, semant la confusion dans l'animation globale de l'époque).
Autre moyen de communiquer et de faire entrer le lecteur au cœur de la création du journal : les auteurs qui décrivent leur quotidien à travers une série. Les premiers à s'essayer à l'exercice sont Lambil et Raoul Cauvin avec la série Pauvre Lampil qui nait en 1973. Mettant en scène un dessinateur méconnu du public dont la série n'intéresse pas grand monde, elle permet au dessinateur Lambil de se caricaturer. Par la suite, le scénariste Raoul Cauvin se parodie aussi en créant son double dans la série. Cette mise en abyme fait totalement entrer dans le processus de création le lecteur qui a alors l'impression de vivre le quotidien d'auteurs vedettes de Spirou. Au milieu des années 1980, un trio d'auteurs, composé de Bernard Hislaire, Christian Darasse et Marc Michetz, s'installe dans un atelier commun au-dessus d'un garage Mazda à Bruxelles. L'expérience est tellement marquante que Darasse et Hislaire racontent leur expérience à travers Le Gang Mazda. Comme dans Pauvre Lampil, cette série crée un lien bien particulier avec le lecteur, qui est plongé cette fois dans le quotidien d'un atelier de travail avec les dessinateurs aux personnalités différentes qui le composent. Au début des années 2010, plusieurs auteurs de Spirou comme Lewis Trondheim ou Yoann relancent le concept, en se mettant en scène dans L'Atelier Mastodonte. Cette série, dont les auteurs tournent d'un gag à l'autre, raconte les déboires et les à-côtés d'un atelier d'auteurs. En 2013, l'atelier s'installe dans le grenier de la rédaction de Spirou, faisant ainsi entrer un peu plus le lecteur au cœur du journal. Entretemps, dans les années 1990, sont lancées d'autres tentatives de faire connaître la face cachée de l'hebdomadaire : l'éphémère Enfer de l'édition publié dans le supplément Le Nain de jardin, qui s'inspire directement des Hauts de page, ou Spirou Dream Team qui parodie à travers des animaux les personnalités qui font Spirou. À la fin des années 2010, ce lien est représenté par le duo Fabrice Erre et Fabcaro, qui se mettent en scène dans l’Edito et présentent chaque semaine la série mise en lumière. Contrairement à Gaston, ce n'est pas une rédaction fictive qui est caricaturée, mais les véritables membres de la rédaction sous leur véritable identité.

### Numéros spéciaux
Les numéros spéciaux sont une des caractéristiques de l'esprit Spirou. Ils existent depuis le début du journal, mais ont beaucoup évolué et peuvent être classés en plusieurs périodes. Durant la Seconde Guerre mondiale, les numéros spéciaux sont édités pour les deux grandes fêtes religieuses, Noël et Pâques. Conflit mondial oblige, ils ne sont pas spécialement originaux, mais possèdent une belle couverture réalisée par Jijé. Interdit entre septembre 1943 et octobre 1944, Spirou parait ponctuellement sous forme de deux numéros spéciaux titrés L'Espiègle au grand cœur et Almanach 44, puis un numéro spécial pour fêter sa ré-autorisation de parution. Après la Libération, Spirou ressort un numéro spécial pour Noël, ainsi qu'un numéro spécial Almanach 1947. Yvan Delporte ajoute un « spécial Pâques » en 1956 et un spécial « Vacances » l'année suivante. Il réalise aussi des spéciaux ponctuels comme pour l'Exposition universelle de 1958 ou les vingt-cinq ans du journal, ainsi que des spéciaux thématiques, sur l'automobile ou l'évasion. Les numéros spéciaux sont une occasion pour les auteurs du journal de réaliser de grands dessins de couverture, et pour la rédaction de trouver des idées et des suppléments farfelus comme un numéro parfumé pour le printemps.
Alain De Kuyssche propose quelques spéciaux, dont notamment « Vingt ans de Boule et Bill » accompagné d'un album inédit de Boule et Bill offert. Par la suite, les spéciaux ne se démarqueront pas vraiment, si ce n'est qu'ils ont un peu plus de pages que les autres numéros. Pour combler, Alain De Kuyssche propose aux lecteurs des albums hors-séries composés de jeux et de planches inédites ; il y en aura sept en tout, tous offerts avec un numéro de Spirou. Philippe Vandooren réintroduit les spéciaux pour les événements du calendrier (Noël, Pâques, vacances, etc.). Comme, à son époque, les histoires à suivre s'étendent sur une longue période, il offre des histoires complètes sous forme d'albums. Sous Patrick Pinchart, la politique concernant les numéros spéciaux ne change pas énormément. Ils alternent entre spéciaux de saison, et ponctuels pour des thèmes précis comme les cinquante ans du journal ou la lutte anti-tabac qui permet à l'hebdomadaire d'être récompensé par l'Organisation mondiale de la santé.
Avec l'arrivée de Thierry Tinlot en 1993, les numéros spéciaux changent complètement de forme. Ils ne commémorent plus forcément un événement particulier mais deviennent des laboratoires pour les idées délirantes de son équipe, comme le disque compact qui sert de bande-son au numéro no 3000, le minuscule Rikiki-Spirou de 5 × 7 cm offert aux abonnés, ou le spécial soixante-quinze ans, transformé en numéro daté d'avril 2038 pour les cent ans de l'hebdomadaire. Des idées de l'époque d'Yvan Delporte sont aussi réutilisées, comme le Spirouvision qui est une version moderne de la 3D-color de Morris. L'après Thierry Tinlot, assez chaotique, ne permet pas la mise en place d'une véritable politique pour les spéciaux, néanmoins quelques numéros sortent de l'ordinaire comme un numéro spécial pingouins, un numéro spécial écologie en papier recyclé, ou les numéros consacrés aux bandes dessinées étrangères. En 2008, l'arrivée de Frédéric Niffle à la tête de la rédaction ranime les numéros spéciaux et thématiques comme un numéro « clash » contre Fluide Glacial, ou encore un numéro entièrement consacré à la mort de Philippe Tome.

### RivalitéTintin-Spirou
Pendant des années, les journaux Spirou et Tintin sont en émulation mutuelle jusqu'à la disparition de ce dernier au début des années 1990, avec un apogée dans les années 1950 et 1960. Les deux hebdomadaires ont d'abord des tons totalement différents, Spirou axé sur la fantaisie et l'humour, Tintin d'un aspect plus sérieux et éducatif. Tintin commence à modifier sa ligne éditoriale au milieu des années 1950, en débauchant André Franquin qui vient de se disputer avec Dupuis et surtout au milieu des années 1960, en recrutant Michel Greg comme rédacteur en chef. Dès lors, les différences éditoriales des deux hebdomadaires ne vont plus être aussi nettes. L'autre grosse différence est le style graphique, Spirou étant adepte de la caricature et du dessin instinctif, alors que Tintin possède un style plus académique et réaliste. L'ambiance au sein des deux rédactions est également très différente, car chez Spirou les auteurs sont indépendants et travaillent chez eux en toute liberté, alors que chez Tintin les auteurs travaillent souvent avec des horaires de bureau.
Entre les deux périodiques existe un accord tacite de « non-agression » qui fait qu'une maison d'édition ne peut débaucher un auteur du concurrent. Les deux maisons d'édition préfèrent se livrer concurrence sur la qualité du papier d'impression ou le nombre de pages, plutôt qu'à une surenchère sur les auteurs qui ferait grimper le prix des planches. Quelques exceptions cependant, la plus spectaculaire étant le passage chez Tintin d'André Franquin, qui collabore pendant quelques années aux deux hebdomadaires en même temps. D'autres transfuges de Spirou à Tintin suivront, Michel Greg et Will (qui fait le chemin inverse quelques années plus tard), Eddy Paape, ou de Tintin à Spirou, comme Raymond Macherot. Lorsque les auteurs changent d'employeur, ils sont obligés d'abandonner tous leurs droits sur leurs séries et personnages précédents et bien souvent ils se contentent de recréer une série similaire en changeant simplement la forme graphique et le nom des personnages. Les ventes des deux hebdomadaires n'ont jamais connu de gros écarts.

### Épisode deSpiroucontreFluide Glacial
En avril 2018, le magazine fête ses 80 ans via un numéro (4175) spécial de commémoration. « Laissant sur sa faim certains lecteurs », le magazine Fluide glacial critique vertement le numéro spécial via son édito le traitant de « bête numéro » et « d'autres noms d'oiseaux ». La rédaction de Spirou, apparemment vexée, réagit via son édito du numéro 4179 (16 mai 2018) en les accusant, entre autres, d'avoir « effectué un recyclage quasi nécrophile de ses vieux auteurs dont l'ADN avait été congelé ».
En septembre 2018 il est dit que « c'était de la blague » et que « cette querelle était une farce imaginée depuis le début, dont l'apogée est prévue avec un Spirou vs Fluide Glacial et un Fluide Glacial vs Spirou dont les deux couvertures sont signées Tebo »[source secondaire souhaitée]. Le 15 septembre, lors de la fête de la BD à Bruxelles, les deux rédactions se sont affrontées lors d'un match d'« impro BD », remporté par l'équipe de Fluide Glacial (10 points à 9). Le match était animé par Thierry Tinlot, ancien rédacteur en chef de Spirou puis de Fluide Glacial[source secondaire souhaitée].

## Rédacteurs en chef
Le titre de rédacteur en chef n'apparaît qu'à la fin des années 1970. Avant cette date, les rédacteurs en chef n'ont pas le titre officiel, car ils ne sont pas les véritables patrons du journal. Ils font le lien entre la rédaction et Charles Dupuis qui contrôle chaque publication du journal. Après la vente des éditions Dupuis par la famille éponyme au milieu des années 1980, le rédacteur en chef peut imposer plus profondément sa patte dans la maquette et le contenu de l'hebdomadaire.
Rédacteurs en chef successifs
- Jean Doisy : 1938-1948
- Yvan Delporte : 1955-1968
- Thierry Martens : 1969-1977
- Alain De Kuyssche : 1978-1982
- Philippe Vandooren : 1982-1987
- Patrick Pinchart : 1987-1993
- Thierry Tinlot : 1993-2004
- Julien Brasseur : 2004-février 2005
- Patrick Pinchart : février 2005-fin 2005
- Olivier van Vaerenbergh : fin 2005-novembre 2007
- Serge Honorez : novembre 2007-avril 2008
- Frédéric Niffle : avril 2008-octobre 2017
- Florence Mixhel : novembre 2017-janvier 2019
- Frédéric Niffle : janvier 2019-mai 2019
- Morgan Di Salvia : Depuis juin 2019

## Diffusion

### Historique des ventes
Pendant longtemps, les chiffres de vente de l'hebdomadaire suivent ceux des périodiques de bande dessinée en général. Lors des années 1940, 1950 et au début des années 1960, les chiffres grimpent dans un contexte (Baby boom et Trente Glorieuses) favorable aux journaux de bandes dessinées. C'est le cas pour toute la profession. Le point culminant des ventes est atteint en France en 1965 avant de baisser inexorablement jusque dans les années 1980. Comme son principal concurrent Tintin, Spirou a du mal à s'adapter au nouveau marché de la bande dessinée, incarné notamment par Pilote à la fin des années 1960. Dans les années 1980, le marché est en crise généralisée, les chiffres de vente des journaux ne font que baisser au profit des albums qui supplantent définitivement les périodiques. Presque tous les concurrents de Spirou disparaissent entre les années 1980 et le début des années 1990 ; l'hebdomadaire de Marcinelle s'en sort finalement grâce au mode de financement original mis en place par Philippe Vandooren en 1987, après la vente du titre par la famille Dupuis. Le journal n'ayant plus d'inquiétude pour sa survie, les équipes rédactionnelles successives peuvent essayer différentes expériences sur le contenu de l'hebdomadaire, avec des résultats plus ou moins mitigés. Si Thierry Tinlot parvient à augmenter les ventes, sa succession est beaucoup plus chaotique, et les différentes formules essayées érodent les ventes en France malgré une tentative de relance au milieu des années 2000. Il faut attendre l'arrivée de Frédéric Niffle à la fin des années 2000 pour que les ventes se stabilisent à un niveau plus acceptable.

### Chiffres de vente
| Année                                   | 1965    | 1968   | 1977   | 1978   | 1982   | 2009   | 2010   | 2011   | 2012   | 2013   | 2016   | 2017   | 2018   | 2019   | 2020  | 2021  |
| --------------------------------------- | ------- | ------ | ------ | ------ | ------ | ------ | ------ | ------ | ------ | ------ | ------ | ------ | ------ | ------ | ----- | ----- |
| Nb. d'exemplaires (moyenne par semaine) | 108 268 | 90 000 | 67 000 | 61 000 | 30 000 | 33 956 | 34 534 | 34 685 | 32 783 | 31 553 | 29 624 | 27 882 | 27 782 | 26 633 | 26777 | 28079 |

| Année                                   | 1948   | 1961    |
| --------------------------------------- | ------ | ------- |
| Nb. d'exemplaires (moyenne par semaine) | 60 000 | 100 000 |

| Année                                   | 1993   | 2004    | 2009   | 2010   | 2011   | 2012   | 2013   | 2016   | 2017   | 2018   | 2019   | 2020  | 2021  |
| --------------------------------------- | ------ | ------- | ------ | ------ | ------ | ------ | ------ | ------ | ------ | ------ | ------ | ----- | ----- |
| Nb. d'exemplaires (moyenne par semaine) | 70 000 | 100 000 | 54 315 | 55 884 | 56 259 | 54 283 | 53 713 | 48 280 | 45 498 | 44 432 | 42 083 | 40946 | 41840 |